# Norrland
För andra betydelser, se Norrland (olika betydelser).
Norrland ([ˈnɔ̌rːland] ( lyssna)) är den nordligaste och till ytan största av Sveriges tre landsdelar och definieras traditionellt av nio landskap: Gästrikland, Hälsingland, Härjedalen, Jämtland, Medelpad, Ångermanland, Västerbotten, Norrbotten och Lappland. Norrland definieras idag ofta som fem län, med total yta 261 292 km², eller landyta 240 502 km², vilket utgör 59,1 procent av Sveriges landyta. Den fastboende befolkningen uppgår till 1 188 031 invånare (2021), vilket utgör cirka 11,3 procent av Sveriges befolkning, något som återspeglas i Norrlands låga befolkningstäthet, cirka 4,9 invånare per km². I Norrland talas sedan lång tid tillbaka även minoritetsspråken samiska och meänkieli.
Norrland sträcker sig utmed bergskedjan Skanderna som gör terrängen bergig. Norrlands inland väster om högsta kustlinjen har aldrig varit täckt av hav och större insjöar och saknar därför de finkorniga sedimentjordarter som är mest lämpade för jordbruk, vilket har bidragit till att inlandet är glesbefolkat. Jordbruket nådde inte landsdelen förrän under yngre bronsålder. Järnåldersfynd visar emellertid att välstånd uppstod på norrländska handelsplatser till följd av att omfattande mängder järn utvanns ur de många myrmarkerna och järnrika sjöarna i Södra Norrlands inland, och av att en fångstkultur bedrev pälshandel med bondekulturen längs med norrländska älvar för leverans främst till Mälardalen och vidare till kontinenten. Ett småkungarike eller hövdingadöme uppstod i Mellannorrland senast på 500-talet men kollapsade på 600-talet. I ungefär samma region utvecklades medeltidens Stor-Hälsingland, vilket blev grunden till det som senare kallades för Norrland.
Den stora tillgången på skog medförde att många vattensågar har lokaliserats till Norrland sedan 1570-talet, och järnbruk sedan 1600-talet. Sveriges industrialisering kan anses ha startat med sågverken i Mellannorrland, där ångdrivna sågar började anläggas 1849. Detta, tillsammans med att malmbanan möjliggjorde ökad gruvdrift i malmfälten i Norra Norrland från 1887, resulterade i en betydande nettoinflyttning till Norrland. Den pågick till 1930-talet, och folkmängden var som störst omkring år 1960. Sedan tidigt 1900-tal är en ansenlig andel av Sveriges elproduktion, massaindustri, gruvbrytning och elintensiva tillverkningsindustri lokaliserad till Norrland, resulterande i att samtliga Norrlandslän har högre varuproduktion per capita än riket (2018).

## Namnets ursprung och innebörd

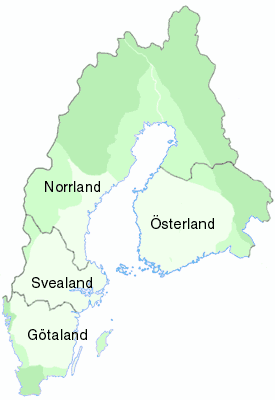
Sveriges traditionella landsdelar. Sveriges expansionssteg är färgmarkerade. Gränserna är från år 1700 när Finland var en del av Sverige.

Namnet Norrlanden dyker upp för första gången 1435 i ett brev från Karl Knutsson (Bonde), där det står att bud utgått till Hälsingland och "annorstädes i Norrlanden". Denna pluralform är den ursprungliga och uttrycker att termen omfattade flera land eller landskap på båda sidor om Bottenhavet och Bottenviken. I Karlskrönikan, som färdigställdes vid mitten av 1400-talet, nämns "all Norland" som det område som skulle upplåtas åt Erik Puke, som då var innehavare av Korsholms slottslän med säte i Korsholms slott i Gamla Vasa i nuvarande landskapet Österbotten. Redan 1329 förekom dock namnet Östernorlandia i en latinsk urkund som beteckning för Österbotten. Rimligen innebär det att också Västernorrlandia fanns vid samma tid, men det namnet kan inte påvisas förrän omkring 1620. "Norrlanden" var troligen en talspråklig sammanfattande benämning som uppkommit i Mellansverige och som först så småningom började användas inom den svenska förvaltningen och jurisdiktionen.
Norrlandsnamnet kom att ersätta namnet Hälsingland som beteckning på det svenska rikets nordligare delar och fick samtidigt en något större omfattning. Hälsingland hade i början av 1300-talet omfattat hela ostkusten norr om Gästrikland, åtminstone upp till Umeå och Bygdeå socknar, men i slutet av 1300-talet även området längst upp i Bottenviken och en bit över på nuvarande finska sidan. "Norlandiæ" omfattade på 1460-talet dessutom Gästrikland, enligt historieskrivaren Ericus Olai, som lät Dalälven bilda gräns mot övriga Sverige. Norrland förblev dock vagt definierat fram till Gustav Vasas tid. När bonderiksdagsmännen till 1567 års riksdag räknas upp i en längd används huvudrubriken ”Norlanden” för representanterna från Gästrikland, Hälsingland, Medelpad, Ångermanland och Västerbotten (som då även sträckte sig in i nuvarande Finland). Mindre vanligt har varit att även räkna Dalarnas representanter som norrlänningar.
Kustlandskapen ovanför Dalälven blev 1611 ett självständigt lagmansområde, Norrlands lagsaga, under Axel Oxenstierna. Under åren 1620–1634 förenades Österbotten och alla ”Västernorrlanden” till ett samlat ståthållardöme, kallat Norrlands län. Annars har Norrland inte utgjort någon administrativ indelning.
Jämtland och Härjedalen blev en del av Norrland i och med att landskapen blev svenska 1645, men ännu någon tid därefter talade man om ”Jämtland och Nordlanden”. Lappmarken eller Lappland ansågs länge inte höra till Norrland utan vara en landsända för sig.
Norrlandsbegreppet används idag till exempel i statistik, i organisationers regionindelning och i väderprognoser, och avser då vanligen de fem Norrlandslänen. Denna länsbaserade definition sammanfaller inte alltid med den traditionella landskapsbaserade gränsen mellan Norrland och Svealand. I väderprognoser brukar Norrland vanligtvis delas in i norra Norrlands fjälltrakter, norra Norrlands inland, norra Norrlands kustland, södra Norrlands fjälltrakter, södra Norrlands inland och södra Norrlands kustland. Parallellt förekommer Norra Sverige som statistiskt riksområde, vilket förutom Norrland även omfattar Värmlands län och Dalarnas län, ofta kallade skogslänen. I SMHI:s distriktsindelning av väderkartor åsyftar Norra Sverige samma område som Norrland. I andra sammanhang kan det åsyfta allt som inte ingår i Mellansverige och Södra Sverige, det vill säga Norrland utom Gävleborgs län.

## Alternativa Norrlandsgränser

Norrland

Förutom definitionen av Norrland baserat på läns- eller landskapsgränser betraktas ibland den biologiska Norrlandsgränsen (Limes Norrlandicus, klimat- och växtgeografisk gräns mellan södra och norra barrskogsregionen) som gräns mellan Norrland och Svealand. Den följer i hög grad samma gräns som den kulturhistoriska fäbodgränsen, vilken löper från nordligaste Bohuslän till mellersta Uppland. I skolgeografin talade man förr (inkorrekt) om Dalälven som nordlig gräns för ädellövskog, kräftor, slott och adelsmän. Norrlandsterrängens gräns är en topografisk gräns mellan högland och slättland och liknar högsta kustlinjen. Den sträcker sig från norra Bohuslän över Mellansverige, parallellt med Norrlandskusten, där den möter vattnet söder om Sundsvall. I det norrländska dialektområdet ingår emellertid inte dialekter från Gästrikland, södra Hälsingland och genuin härjedalska.
Den länsbaserade norrlandsgränsen (som går från sydöst mot nordväst) går tvärs över såväl skogslänens gräns som terränggränsen, den biologiska norrlandsgränsen och den kulturella gränsen (vilka går från nordöst mot sydväst). Den länsbaserade norrlandsgränsen är en ekonomisk-historisk gräns, som orsakats av att Bergslagen och Dalarna sedan tidig medeltid starkt bundits till Mälardalen-Uppland. Värmland och Dalsland har trots sin norrlandsliknande natur i stället av tradition varit knutna till Västkusten.

## Indelning i mindre områden
Riksområdet Norra Sverige är uppdelat i följande statistiska riksområden:
- Övre Norrland: Västerbottens län och Norrbottens län. Se även Hovrätten för Övre Norrland och Övre Norrlands militärområde.
- Mellersta Norrland: Västernorrlands län och Jämtlands län.
- Norra Mellansverige: Gävleborgs län (samt Värmlands län och Dalarnas län som inte tillhör Norrland).

Nedre Norrland åsyftar Västernorrlands län, Jämtlands län och Gävleborgs län i exempelvis Hovrätten för Nedre Norrland, Nedre Norrlands Producentförening och Nedre Norrlands militärområde.
Norrlands inland definieras antingen klimatmässigt (ekoregion) eller meteorologiskt (enligt SMHI).
I SMHI:s distriktsindelning av väderkartor avser Norra Norrland landskapen Västerbotten, Norrbotten och Lappland, det vill säga samma område som Övre Norrland utom två Ångermanländska kommuner (Nordmaling och Bjurholm) till följd av att läns- och landskapsgränser inte sammanfaller. Södra Norrland omfattar landskapen Gästrikland, Hälsingland, Jämtland, Härjedalen, Medelpad och Ångermanland, det vill säga väsentligen samma område som Nedre Norrland.
Begreppen Mellersta Norrland, Mellannorrland och Mittsverigeregionen har olika definition i olika sammanhang, men samtliga innefattar Sveriges geografiska mittpunkt.
Nästan alla postnummer som börjar på 8 och alla som börjar på 9 ligger i Norrland. Alla riktnummer som börjar på 09 och 06, och många som börjar på 02, tillhör Norrland.

## Geografi

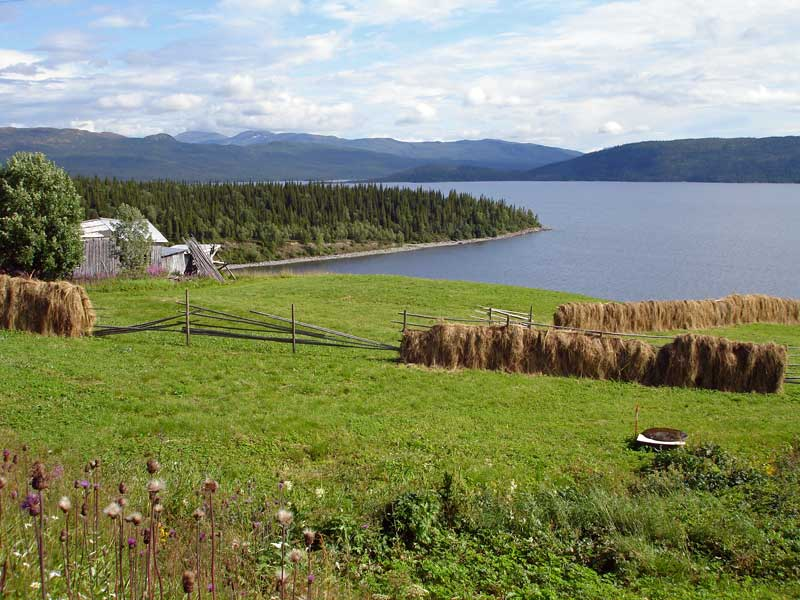
Odlingslandskap vid Stora Blåsjön.

Norr om biologiska norrlandsgränsen återfinnes skogslänen, som ingår i den globala taigan, och domineras av barrskog (gran och tall). Lövskogsinslaget består av härdiga björkar och rönn.
Den skandinaviska fjällkedjan (Skanderna) ingår i bergskedjan Kaledoniderna, som bildades för 510–380 miljoner år sedan vid en kontinentalkollision mellan Baltika (dagens Nordeuropa) och Laurentia (dagens Grönland och Nordamerika). Detta resulterade i intensiv bergskedjebildning liknande den som gav upphov till nuvarande Himalaya, men är idag inte lika hög på grund av högre ålder. Fjällkedjan gör att terrängen, särskilt i inlandet, är bergig och kuperad, som högst 2 104 meter över havet (det högsta berget Kebnekaise). Stora delar av Norrlands inland mellan Bottniska viken och fjällen består av bergkullslätter. Norra Sverige saknar större och riktigt flacka slätter som de som finns i Mellansvenska sänkan, men plattare områden förekommer längst upp i nordost längs kusten och vid finska gränsen, samt enstaka utspridda slätt- och myrområden i delar av Norrland. Inlandet strax öst om Höga kusten utgör ett storskaligt sprickdalslandskap.
Norra Sveriges inland ligger ovanför högsta kustlinjen som aldrig varit täckt av hav och större insjöar. Området saknar de bördiga marina leror och andra finkorniga sediment som avsatts på havsbottnen och som blivit goda odlingsområden i övriga landet. Den sena våren och korta vegetationsperioden på nordliga breddgrader begränsar också odlingsmöjligheterna.
Större delen av Norrlands yta upptas istället av morän, som möjliggör mindre diversifierad odling än södra Sverige. Moränen är vanligen moig och sandig, och sådana marker domineras av tallskog. Granskog dominerar Jämtlands och södra Gästriklands kalkrika morän, liksom den brutna terrängen i Höga kusten och Medelpad. I de vidsträckta granitområdena i det inre av Norrland är stenblocksfrekvensen hög, och denna terräng har bara undantagsvis odlats. Flyttblock av imponerande format finns på många platser i Norrland. Ovanför trädgränsen i fjällområdet växer inte heller skog. I Norrlands kustområden förekommer järnsulfidhaltiga sediment (svartmocka) som vid oxidation ger låga pH-värden i mark och vatten. Sedimenten orsakar rostangrepp och kraftiga sättningar om det används som byggnadsmark.
Eftersom inlandsisen var tjock över Norrland sker den postglaciala landhöjningen snabbare i området än i övriga landet, idag med 8 millimeter årligen längs med Norrlandskusten från Ångermanland och uppåt, och 6 millimeter i större delen av övriga Norrland. Höga kusten-området i Ångermanland har haft särskilt stor landhöjning, upp till 800 meter sedan landet trycktes ned, resulterande i att högsta kustlinjen i Sverige är allra högst här, cirka 286 m över nuvarande havsnivå vid Skuleskogen, medan den bara är 160 meter över havet vid Luleälven i Norrbotten.
Mängden goda odlingsarealer är således begränsad till främst kustremsan (med undantag för den bergiga och brutna kusten från Medelpad till höga kusten i Ångermanland) samt älvdalarna och södra delen av Gästrikland. Bördig mark finns även i Storsjöbygden i Jämtland, som visar likheter med slätter i Mellansverige, samt Dellenområdet i Hälsingland, där en meteoritkrater uppstod för 100 miljoner år sedan.

### Älvar och vattenkraft

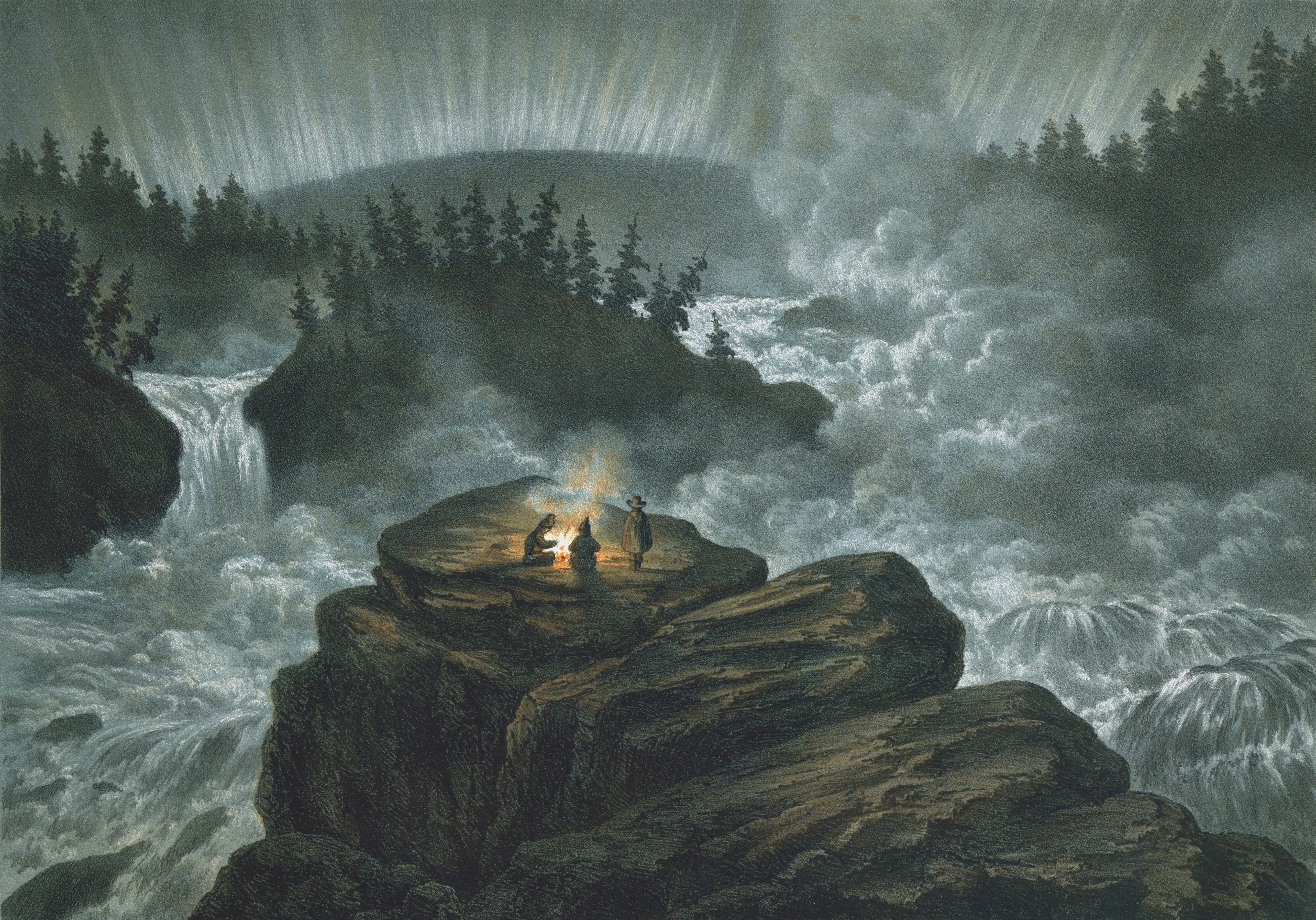
Harsprånget 1856.

De flesta av de norrländska älvarna är längre än södra Sveriges vattendrag, och hinner ofta bli ganska breda innan de når havet. Deras flöde går i allmänhet i östlig riktning, från fjällområdet till Östersjön. Vattendelaren mellan Östersjöns och Atlantens avrinningsområden följer på dessa breddgrader väl Kölen, det vill säga den del av Skanderna som följer svensk-norska gränsen.
Sveriges vattenkraftproduktion är koncentrerad till dammbyggen vid flera älvar. Här följer en förteckning över Norrlands älvar med uppgift om vattenkraftproduktion år 2018:
- Större vattendrag som utmynnar i Bottenviken och Kvarken:
  - Torne älv - ej utbyggd
  - Kalix älv - ej utbyggd
  - Råne älv - ej utbyggd
  - Lule älv - 14,7 TWh/år
  - Pite älv - ej utbyggd
  - Skellefte älv - 4,1 TWh/år
  - Ume älv - 7,5 TWh/år

- Större vattendrag som utmynnar i Bottenhavet och Ålands hav:
  - Ångermanälven - 7,3 TWh/år
  - Faxälven - 3,2 TWh/år (utmynnar i Ångermanälven)
  - Indalsälven - 8,9 TWh/år
  - Ljungan - 1,8 TWh/år
  - Ljusnan - 3,3 TWh/år
  - Dalälven - 3,8 TWh/år (endast delvis i Norrland)

Summa: 50,8 TWh/år exklusive Dalälven.
Norrlands älvar utom Dalälven och mindre vattendrag står för 78 procent av Sveriges vattenkraft (61 TWh år 2018), och 32 procent av Sveriges totala elproduktion (158,5 TWh år 2018).

## Klimat
Norrland har ett för det mesta tempererat klimat med stora temperaturskillnader, förutom nordligaste delen som har ett subarktiskt klimat. Dygnsmedeltemperaturen längs kusten avtar från c:a 17 °C vid Gävle ner till 14 °C vid Haparanda. I fjällen stannar emellertid dygnsmedeltemperaturen för juli strax över 10 °C. Sveriges lägsta temperatur uppmättes den 2 februari 1966 i Vuoggatjålme, Lappland, med -52,6 grader.
I fjällen är nederbörden hög och uppgår till cirka 1 000 millimeter per år, detta tack vare milda västvindar som strömmar in från Atlanten via Norge. Utanför fjällkedjan är nederbörden däremot betydligt lägre på grund av läget i en regnskugga. Längre inåt landet är det fastlandsklimat med långa, torra och kyliga vintrar, samt korta, och betydligt mildare somrar med låg årsnederbörd. Norr om polcirkeln går solen inte ner under sommaren, och midvinternatten avbryts där endast av några timmars gryning och skymning.

## Historia

### Stenålder (fram till 1700 f.Kr.)

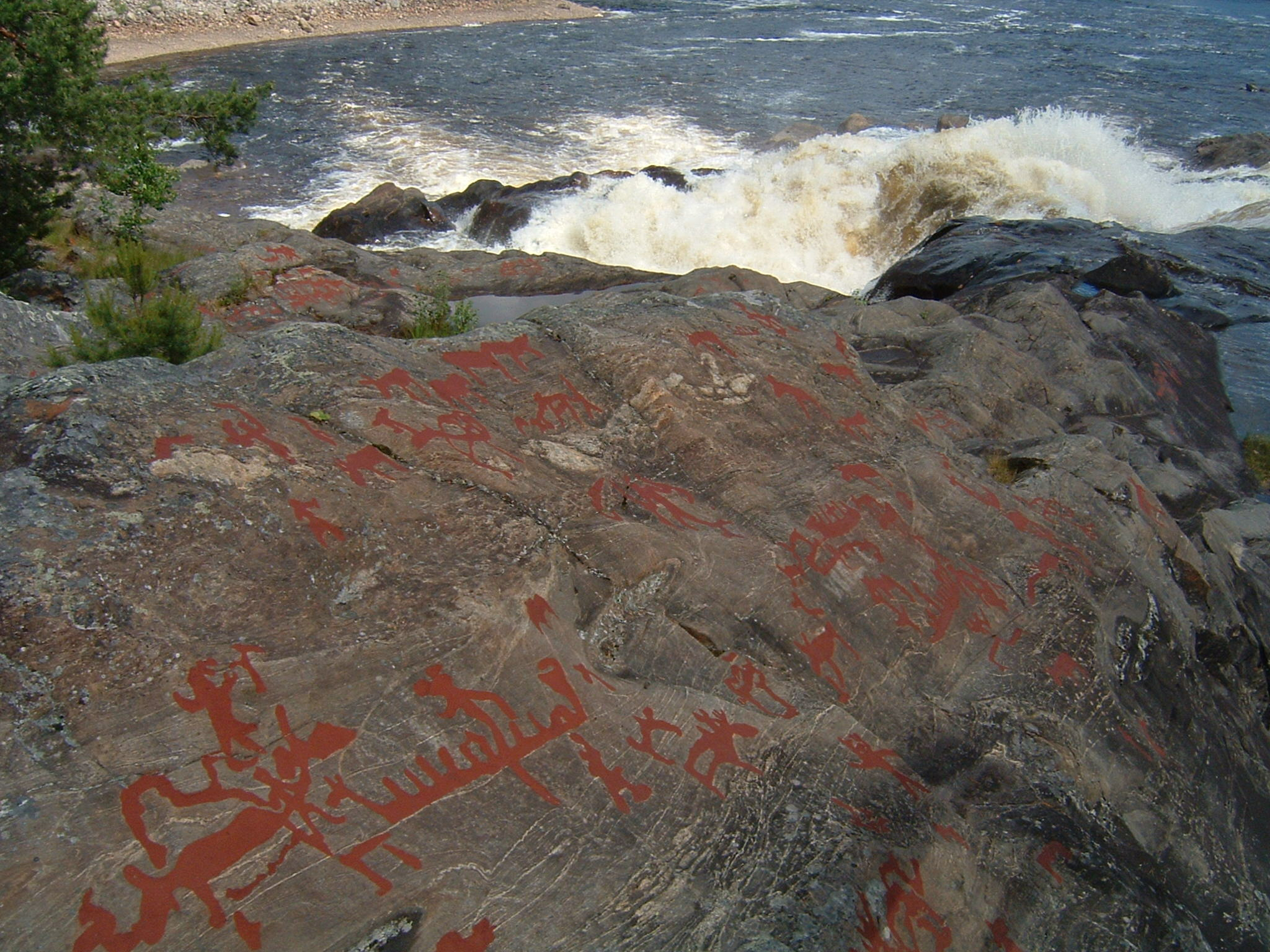
Hällristningar vid Nämforsen, Ångermanland, från yngre stenålder och äldre bronsålder.

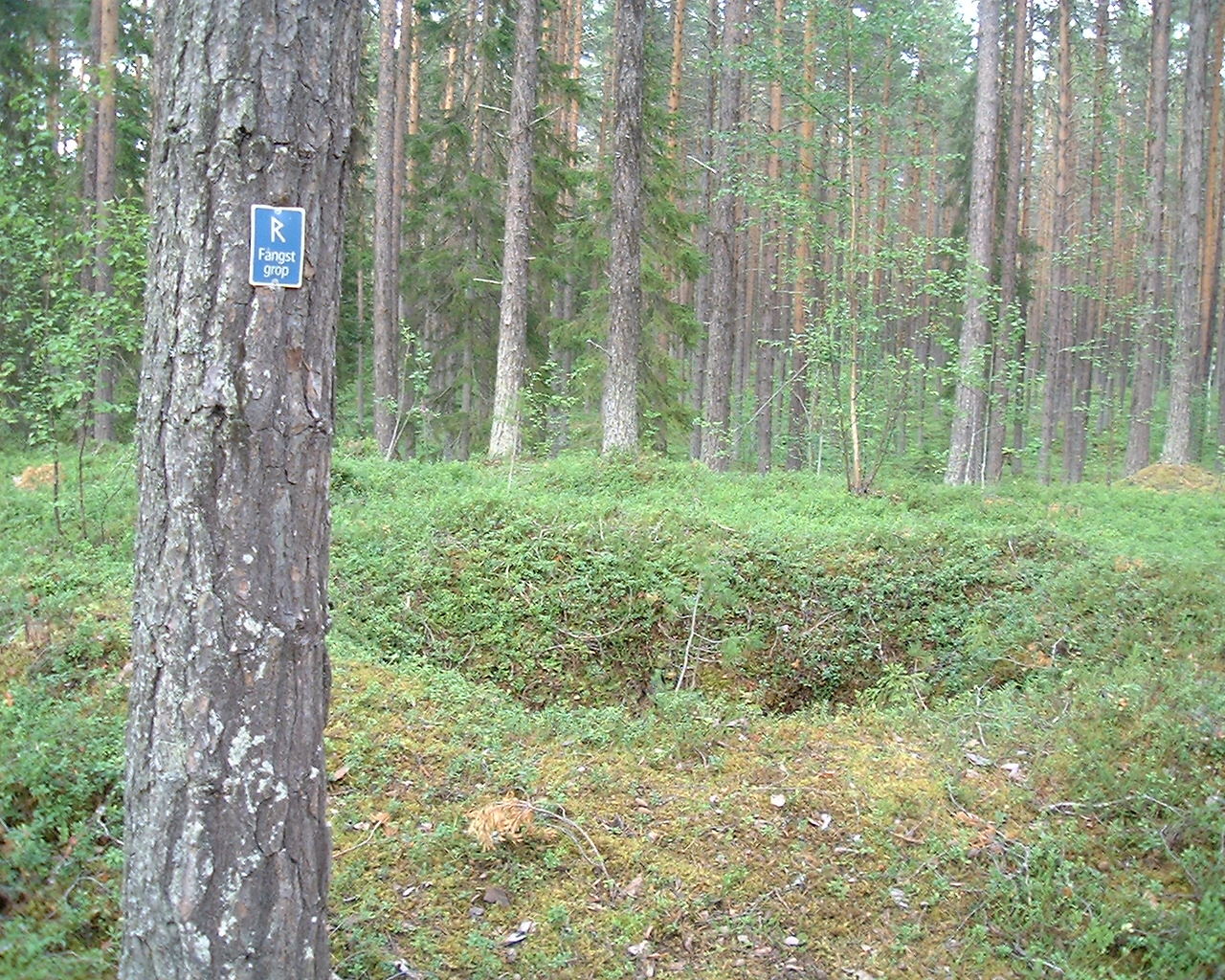
Fångstgrop på Långön i nordvästra Ångermanland (Jämtlands län).

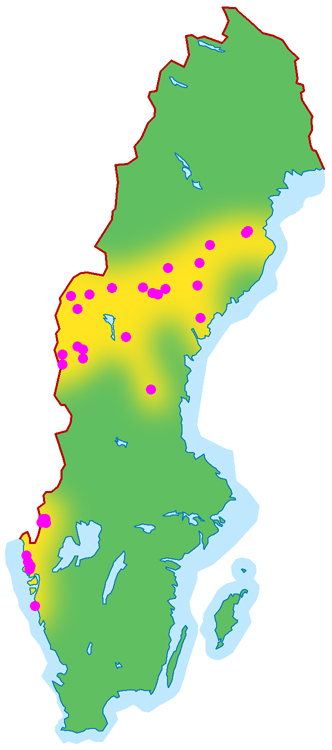
Av 52 svenska hällmålningar har merparten återfunnits i Mellannorrland, och anses vara från en stenålders- och bronsålderskultur som spreds från Atlantkusten.

Norrlands inland var det sista området i Europa som blev fritt från inlandsisen. Nordöstligaste Norrland verkar ha varit den del som först blev tillgängligt för kolonisation, för det är där som de äldsta spåren efter människor har hittats (ca 10 600 år gamla). Detta är ny kunskap: fram till 1990-talet fanns de äldsta kända boplatserna i södra Norrland. Eftersom renben inte hade hittats på dessa boplatser ansågs det inte ha funnits någon neolitisk renjägartid i Norrland av samma slag som i Sydskandinavien.
Under 2000-talets första decennium hittades emellertid flera mycket gamla boplatser eller lägerplatser med renben i Norrbottens län. Den hittills äldsta har återfunnits i Aareavaara i Pajala kommun, och daterats till cirka 10 600 år cal B.P., (dvs cirka 8650 f.kr.). Knappt fyra mil västerut, i Kangos, finns en liknande boplats som är omkring tusen år yngre. Ungefär samtida med boplatsen i Kangos, eller något senare, är den vid Dumpokjauratj i Arjeplogs kommun. Där dominerar renen helt födan i det benmaterial som kunnat identifieras.
Dessa mycket gamla boplatser eller lägerplatser har det gemensamt att de tillkommit kort efter att inlandsisen drog sig tillbaka från nordost. De sydligare delarna av Norrland var då fortfarande täckta av is eller låg under vatten, vilket innebär att landförbindelse saknades med södra Sverige. Däremot är de äldsta fynden vid Aareavaara samtida med Komsakulturen vid den norska Ishavskusten, vilket gör att en invandring från norr verkar ligga nära till hands. En invandring från nuvarande Finland, med koppling till den ryska Butovokulturen är också tänkbar. I angränsande delar av norra Finland verkar det som om de första människorna efter istiden kom från den norska kusten till Utsjoki och norra Enare, medan Enontekis (närmast den svenska gränsen) däremot har tydliga förbindelser söderut.
I Mellannorrland är de äldsta fynden 9 000 år gamla, från Ljungans dalgång, som påvisar socialt kontaktnät ned till Dalarna. I södra Norrland är de äldsta daterade boplatserna från årtusendet 7000–6000 f.Kr, och passar väl in i en tradition som sträcker sig från norra Tyskland och norrut, vilket innebär att kolonisationen här bör ha skett från söder eller väster. Kopplingar finns till Fosna-Hensbackakulturen vid Atlantkusten.

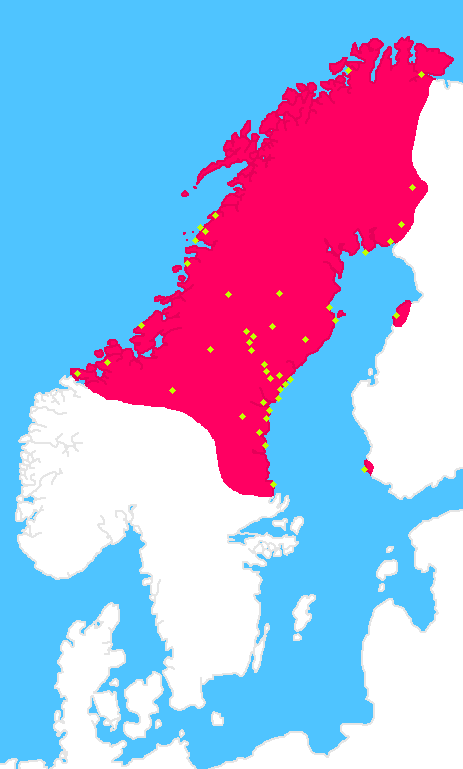
Spridningen av skifferknivar med djurhuvuden..

Världens äldsta skida, kalvträskskidan, har hittats i byn Kalvträsk, sydväst om Skellefteå i Västerbotten, och är daterad till 3200 f.Kr.
Skifferkulturen med blomstringstid cirka 3300–2000 f.Kr. förekommer endast i norra Skandinavien, och utmärks av slipade skifferspetsar och skifferknivar med ornamentförsedda djurhuvudskaft, samt kraftiga husgrunder och konturhuggna jaktristningar i närheten av fångstgropar, ofta nära sjöar och åars utlopp. Fångstgropar associeras främst till älgjakt. Kulturen förmodas ha levt på fiske och jakt av vikaresäl, och kan tidvis ha varit bofast. Större hällristningar finns i Glösa och Gärdesån (Jämtland), Norrforsen (Västerbotten) och Nämforsen (Ångermanland). Ett flertal hällmålningar återfinnes främst i Mellannorrland.
På Hedningahällan i Enångers socken, Hälsingland, har heterogen keramik från 2200–2000 f.Kr. återfunnits som indikerar kulturmöte mellan den sydliga gropkeramiska kulturen (samlar-jägarkultur utbredd i sydöstra och södra Sverige) och den östliga Kiukaiskulturen (en sammansmältning av stridsyxekultur och kamkeramiska kulturen som främst återfinnes i Finland). Vete och korn har påträffats, men tros vara medförda till platsen, och inte lokalt odlade.

### Bronsålder (1700–500 f.Kr.)

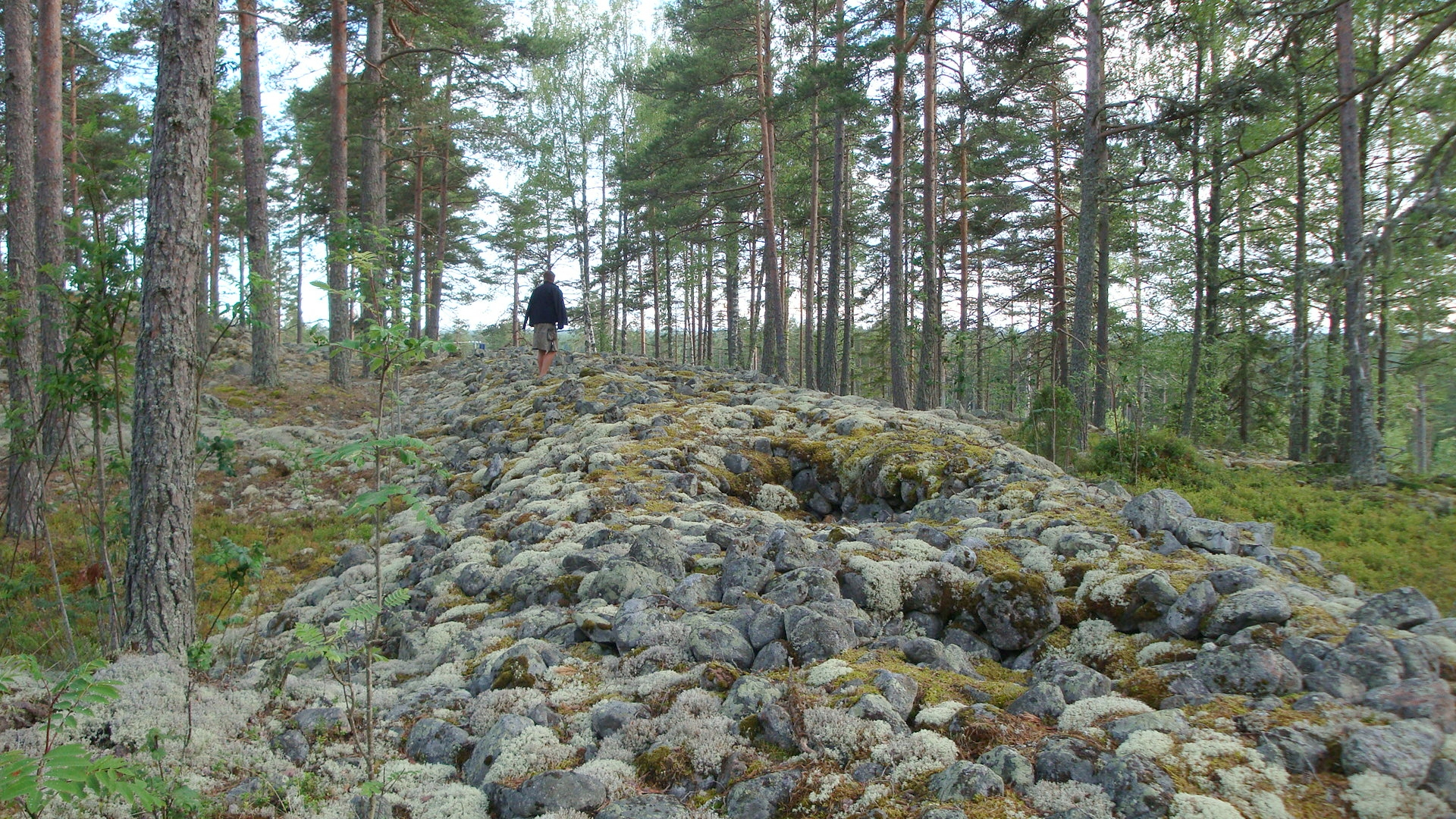
Det fyrtio meter långa bronsåldersröset i Svartviks by i Norrala socken i Hälsingland (Riksantikvarieämbetets fornlämnings-ID: Norrala 19:1). Groparna i långröset är sannolikt rester efter igenrasade gravkistor. Det mindre långröset intill – Norrala 19:2 – är sexton meter långt och har en bevarad gravkista av kantställda hällar (ej i bild).

En vanlig fornlämningstyp från bronsåldern är de gravrösen som ligger som ett pärlband i kustlandet, nära den dåvarande strandlinjen. Det finns mer än 2 000 rösen längs hela Norrlandskusten, flest i Hälsingland, Medelpad och Ångermanland. De ligger på en höjd över havet som gör att de kan dateras till perioden 1200–700 f.Kr. Rösena har en inre konstruktion med en gravgömma som är mycket lik gravhögarna i Sydskandinavien under äldre och yngre bronsålder. De anses därför vara synliga spår av förbindelser mellan syd och nord under den aktuella perioden.
Klimatet blev successivt kallare och våtare under perioden 1800 till 500 f.Kr. och har sedan dess varit ungefär som dagens klimat. Granskogen är sedan denna tid dominerande i Norrland.
Odling och betesdrift introducerades i Hög och Hälsingtuna socknar i södra Hälsinglands inland under yngre bronsålder, där arkeologiska fynd av odling har daterats till 1000 f.Kr., och kontinuerligt fortsatt på närliggande område under järnålder. Jordbruksbebyggelsen når Hälsinglands kustland kring år 400 f.Kr. Pollenanalys påvisar odling av korn och gödsling sedan 1500 f.Kr. i Solberg i Medelpad, men inga arkeologiska fynd av fast jordbruksbebyggelse har gjorts i området. Spår av odling och bebyggelse saknas hittills i Gästrikland under bronsålder och förromersk järnålder, men kan möjligen bero på att den dolts av senare odling på samma plats.
Nya fynd har gjorts av en bronsåldersgård mellan Backen och Baggböle i Umeå, Västerbotten, med spår av långhus, odling och rester från metallhantering.
DNA-undersökningar visar att den grupp som senare skulle utveckla den samiska kulturen fick ett tillskott av folk österifrån, från Volga-Uralområdet, omkring år 700 f.Kr. En uppdelning mellan södra och norra Norrlands jakt- och fångstkultur skedde vid denna tid, där den norra delen uppvisar ett markant östligt inslag i fyndmaterialet med bl.a. asbestkeramik av finsk typ. Asbestkeramiken visar spår av brons- och (senare) järnframställning och har av vissa forskare associerats till en församisk kultur.

### Järnålder (500 f.Kr.–1050 e.Kr.)
Fem distinkta men interagerande järnålderssamhällen har identifierats i Norrland, var och en i sin avgränsade region och med sina särskilda näringsgrenar:
1. Norra inlandet (Storskalig renbetesdrift i norra Sapmi)
2. Norra kustlandet (Kustremsa norr om dagens Nordmaling, som mot slutet av järnåldern kan delas in i skärgårdskulturen och kväner)
3. Södra inlandet (Jakt- och fångstsamhälle i dagens sydsamiska område)
4. Mellannorrland (Bondekultur mellan Ödmården, Nordmaling och Östersund)
5. Södra kustlandet (Småskalig renskötsel i dagens Gästrikland)

#### Norra inlandet
Strax före vår tideräknings början började den renskötande halvnomadiska samiska kulturen att ta form. Norra inlandet (Sapmi) övergick till storskalig tamrenskötsel och säsongsflyttningar mellan fjäll- och skogsnära boplatser. En äldre tolkning av metallfynd i området är att internationell efterfrågan på renprodukter gav upphov till ett handelsöverskott.
Nyare forskningsresultat visar istället att metall framställdes i området, efter en migrationsvåg från öst. Redan vid järnålderns inledning kunde järn av hög kvalitet framställas i området genom att man kombinerade flera olika metaller i olika temperaturer med avancerad sandwichteknik. Det resulterande stålet har använts i holkyxor. Vid framställningen har man använt asbestkeramik, som har återfunnits fram till år 1000 i norra Norrland ned till Medelpad, och blästerugnar, som har återfunnits i Vivungi i Torne lappmark, och även i Sangis i kustlandet.
Ett samiskt urspråk utvecklades under perioden, förmodligen ur ett samisk-finskt urspråk, som i sin tur härrör från ett finsk-ugriskt urspråk. Fornsamiskan har sedan delat upp sig i flera samiska språkvarieteter.

#### Norra kustlandet
I norra Norrlands arkipelag (norr om dagens Nordmaling, inklusive Norrbottens skärgård) utgörs en stor del av fornlämningarna från järnåldern av så kallade nykuströsen (järnåldersrösen) och tomtningar. Tomtningar anses vara grunder till enkla hyddor som använts i samband med jakt och fiske i yttersta havsbandet. Det finns få föremålsfynd i tomtningarna, vilket gör det svårt att koppla dem till någon viss etnisk grupp. Arkeologen Noel Broadbent  menar sig dock ha funnit belägg för att tomtningarna användes av kustsamer, grundat på vad som tolkats som en björngrav i en av tomtningarna på Bjuröklubb i Västerbotten, och att björngravar anses vara en typiskt samisk lämning. Per H. Ramqvist beskriver istället samhället som en havsbrukande befolkningsgrupp, som handlar med sälskinn, tran och fisk.
Ett undantag är Sangishögen i Kalix kommun, som är den nordligaste kända järnåldersgravhögen, daterad till mellan 400 och 800 e.kr, och har tolkats som spår av en tidig bofast jordbrukande befolkning med anknytning till den mellannorrländska bondekulturen.

##### Kvänland
En social/ekonomisk grupp benämnd kväner, bosatta i ett geografiskt område benämnt Kvänland i den norra delen av den Skandinaviska halvön, nämns av Ottar från Hålogaland i "Old English Orosius", en engelsk källa från 890-talet. De var ett förbund av handelsmän, jägare, fiskare och krigare som hade en roll som mellanhänder i den omfattande öst-västliga skinnhandeln och skatteindrivningen mellan samer och Novgorod, åtminstone från 800-tal till 1100-tal. De betraktas idag ofta som föregångare till birkarlarna. Kvänerna härrörde ursprungligen från dagens västra Finland.

#### Södra inlandet

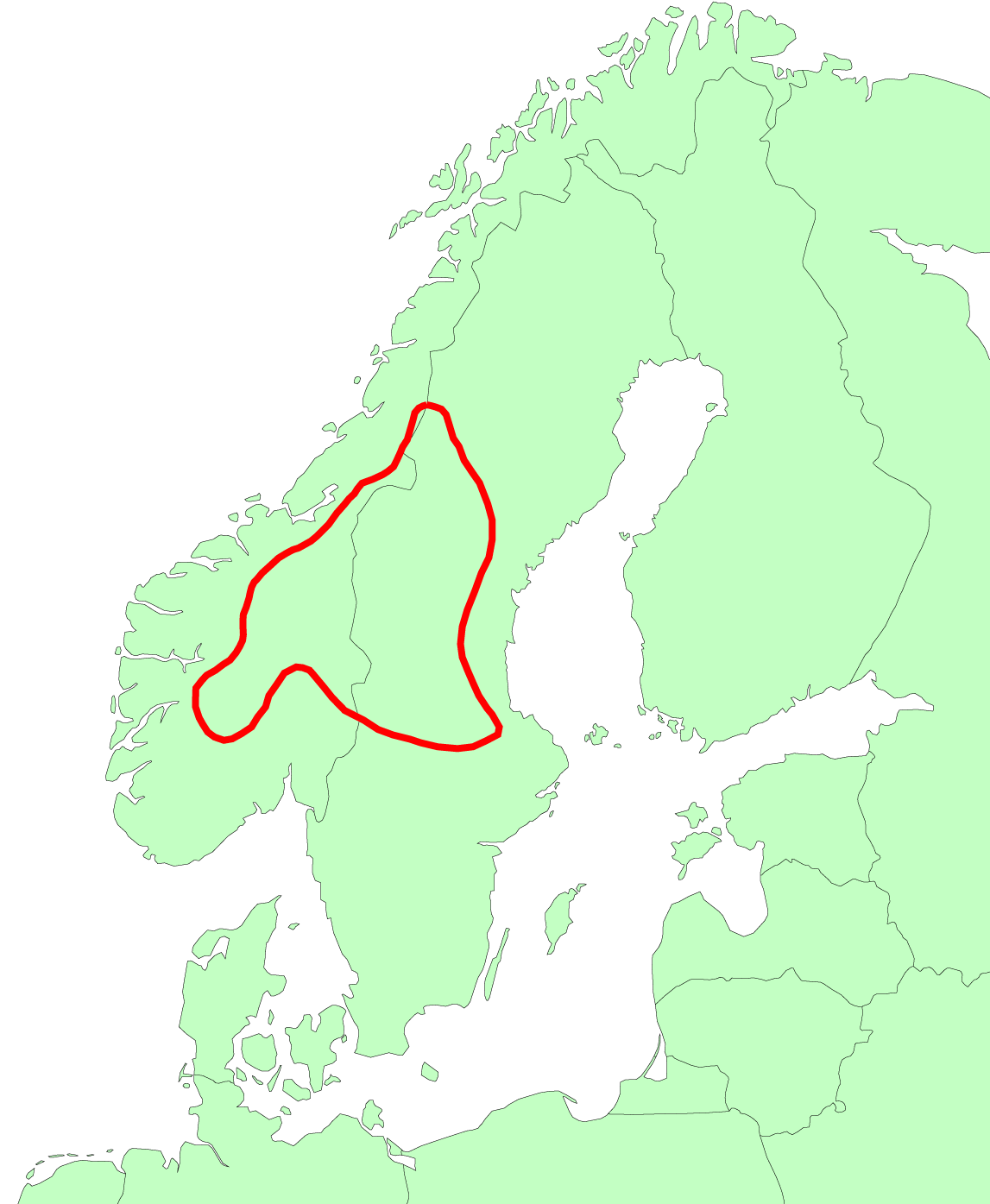
Fångstmarksgravarnas utbredningsområde enligt Jostein Bergstøl. Dessutom finns fångstmarkgravar i södra Lappland.

I Södra Norrlands inland (dagens sydsamiska område) fanns ett fångst- och jägarsamhälle som kraftigt ökade exploateringen av området till följd av nära handelsförbindelser med jordbruksbefolkningen i Mellannorrland. Kulturen anlade fångstmarksgravar i fjällnära områden ned till Dalarna, från 200 f.Kr och under hela järnåldern. Gravarna är tydligt influerade av gravskicket i jordbruksbygderna men innehåller även inslag som liknar Norra Norrlands samiska kultur. Vissa forskare betraktar jägarkulturens etnicitet som germansk, andra som samisk, eller som omöjlig att avgöra. 
Från äldre järnålder har den gamla kultplatsen Nämforsen i Ångermanland och fornborgen i Mjälleborgen i Jämtland framhållits som möjliga marknadsplatser. Högre upp i Ångermanälven, på Långön i Hoting, finns en gravplats från 1000-talet, där man bland annat hittat en pung av ödleskinn. Ödlan var en varan från Indiska halvön, och måste ha förts dit på långa handelsvägar. Gravskicket på Långön är skandinaviskt, men där finns också kärl av asbestkeramik, som brukar anses vara typiska för den tidiga samiska kulturen. Troligen är detta en plats där handelsutbyte skett. Fynd av samiska gravgåvor har gjorts på Vivallen och Farrtjärnarna i Härjedalen från 1100-talet, men spår av nomadiserande renskötsel saknas i södra inlandet innan senmedeltid.

#### Mellannorrland

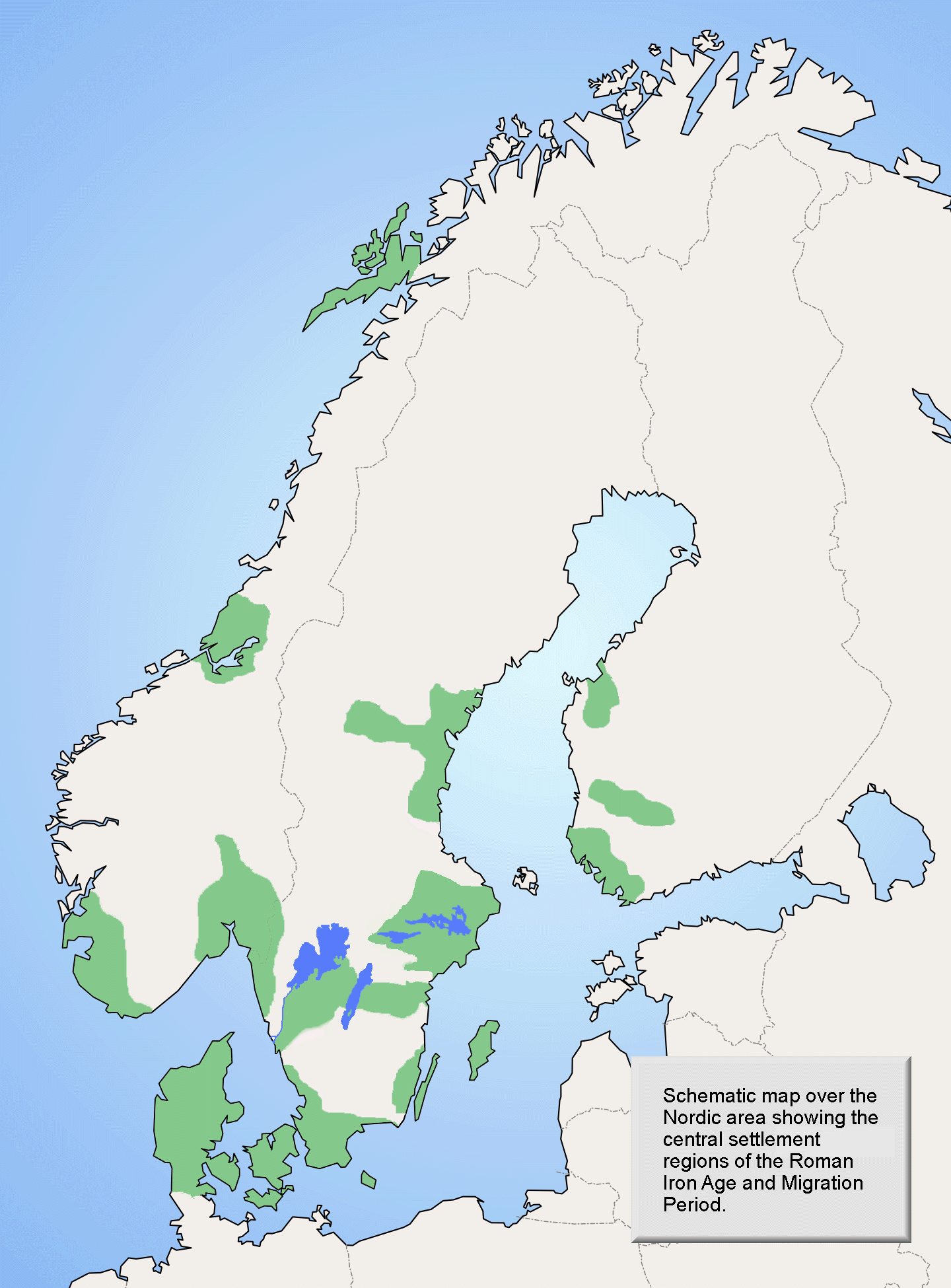
Schematisk karta över 13 självständiga provinser från folkvandringstid i Fenno-Skandinavien, som har identifierats utifrån närhet mellan bondesamhällets centralorter, och tolkats som möjliga småkungariken.

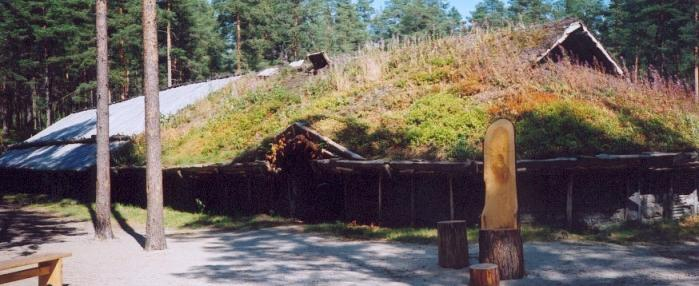
I Gene fornby i Ångermanland fanns långhus (bilden visar en rekonstruktion) i två perioder mellan första århundradet och 550 e.Kr., samt grophus och en smedja.

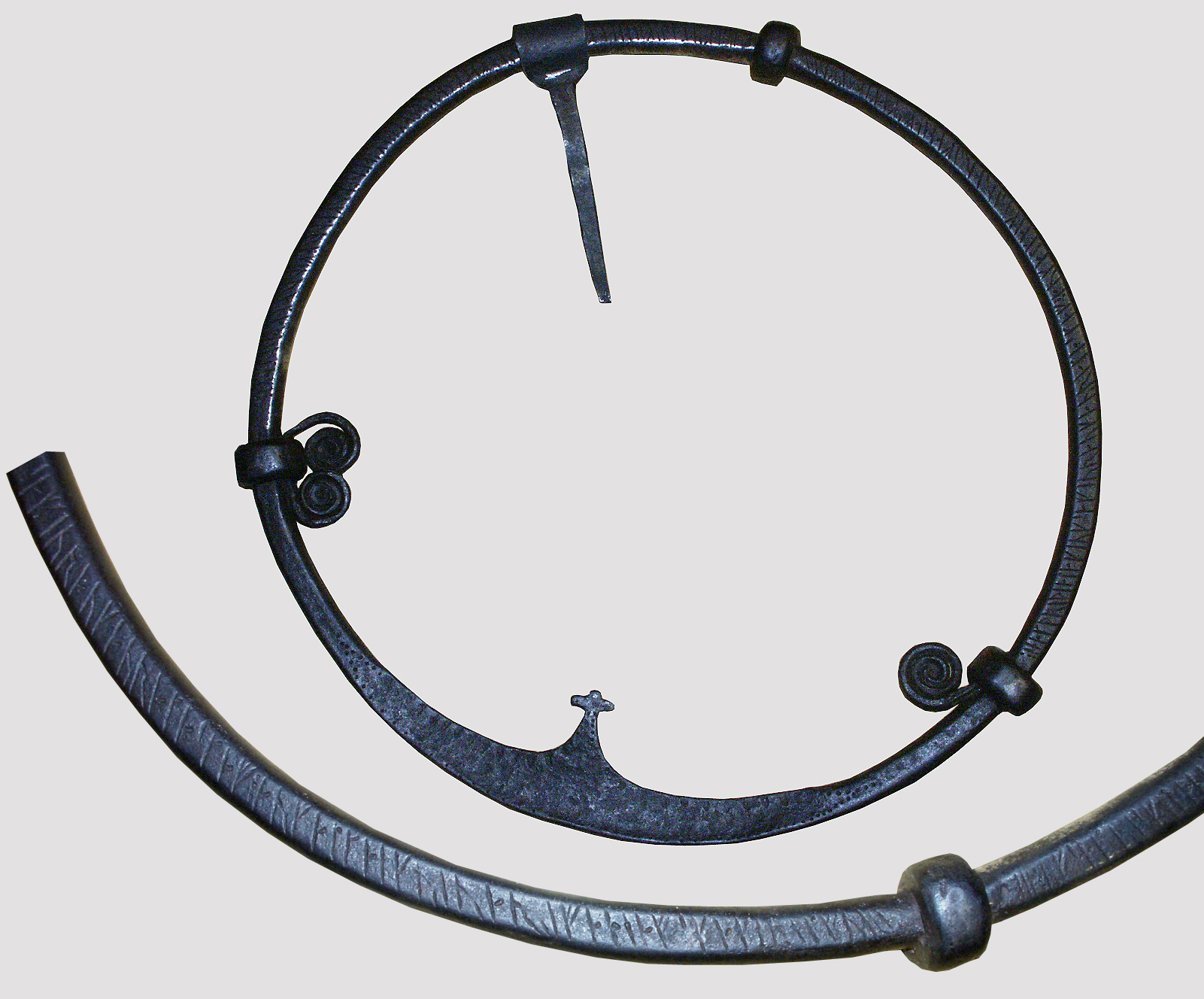
Forsaringen, vars runinskrift är Skandinaviens äldsta kända rättskälla, från 900-talet, möjligen 1000-talet. Collage: Sven Rosborn.

Arkeologiska fynd av fast bondebebyggelse (som enligt ovan funnits i Hälsingland och Västerbotten sedan bronsålder) har även återfunnits i Medelpad, invid sjön Marmen, sedan förromersk järnålder, samt i Gästrikland och Ångermanland sedan tiden kring Kristi födelse. Hampnästoften är ett föremål från en båt av liknande typ och datering som den danska Hjortspringbåten från omkring 200-talet f.kr. i Själevads socken i Ångermanland, och skulle kunna vara spår efter en tidig bondekultur av sydskandinaviskt snitt, trots att spår av fast bondebebyggelse i närområdet dröjer ytterligare 200 år. Exempel på rika fyndplatser från romersk järnålder och framåt är Gene fornby (Själevads socken, Ångermanland) där långhus och grophus har rekonstruerats, samt Storsjöbygden (Jämtland).
Högstatusfynd från folkvandringstid och vendeltid har gjorts i Trogsta i Forsa socken (Hälsingland) där en storhög och två fornborgar finns registrerade, samt storhögarna och hövdingagraven i Högom (Selångers socken, Medelpad), varifrån Högomsmannen grävdes ut. Höggravfält finns upp till Resele socken i Ångermanälvens dalgång och Arnäsbacken i Arnäs socken i kustlandet, båda inom Ångermanland. Det sistnämnda gravfältet har daterats till 600–900 e.Kr. I Bureå socken i Västerbotten finns bland annat en labyrint bevarad.
Ett självständigt småkungarike tros ha uppstått i den fyndtäta geografiska triangeln mellan Norrala socken (vid dagens Söderhamn), Mjälleborgen (Östersund) och Gene (Örnsköldsvik), Området motsvarar ungefär det som i medeltida källor kallas Hälsingland samt östra Jämtland.
Lämningar efter blästerugnar, slagghögar, kolningsgropar och depåer av smidbart ämnesjärn återfinnes i södra Norrlands inland, på boplatser i närheten av myrar och järnrika sjöbottnar, varifrån malm kunde insamlas. Omfattande järnproduktion skedde längs med Ljungan i Jämtland och västra Medelpad. Handel förmodas ha skett vid två rika ”järngårdar” vid kusten, dels i Selångers utskeppningshamn (vid en lättframkomlig landförbindelse mellan havet och Ljungan), dels i Kvissle (vid Ljungans mynning nedanför Viforsen). 
Gårdarna tappade sin elitbetonade prägel under vendeltiden det vill säga från 550-talet och fram till vikingatid, och de samhälleliga strukturerna i hela Mellannorrland kollapsade från 600-talet. En möjlig förklaring är konkurrens från järnproduktion som då uppstått i Gästrikland och sydvästra Hälsingland, en annan är den hundraåriga globala köldperiod som inleddes med vulkanutbrott år 536 och år 540, då Norrland helt verkar ha förlorat permanent bebyggelse, och som möjligen kan ha gett upphov till myten om Fimbulvintern. I norra Sverige beräknas medeltemperaturen under somrarna ha sjunkit dramatiskt — med tre till fyra grader.
Längs med Indalsälven och Ångermanälven bedrevs istället skinn- och pälshandel. En fångstkultur, eventuellt sydsamisk, levde i Södra norrlands inland (se nedan) sida vid sida med bondekulturen, och stod för skinnvarorna.
Huvudavnämare för järn- och skinnhandel var Mälardalen, som i sin tur hade handelsförbindelser med övriga Europa. Romerska mynt och silverskatter har återfunnits på ett flertal fyndplatser i Norrland, särskilt längs Ångermanälven, men även kring Birsta i Sköns socken i Medelpad, nära Indalsälvens dåvarande mynning. Goten Jordanes skriver år 551 om en rad olika folk som bor på ön Scandia eller Scandza. (Sc)Rerefennae eller finni (möjligen skridfinnar, dvs samer) bor längst bort. Om suehans, svearna, säger han, »Det är också detta folk, som med sina indirekta handelsförbindelser med många andra folkstammar, skickar mörkblå pälsar till romarnas nytta och tjänst». »Blå» betyder här svart, och kan syfta på fjällrävens päls eller andra mycket mörka pälsverk.
I Mellannorrland finns under järnålder exempel på kulturellt inflytande västerifrån, från Tröndelag och Jämtland, medan handelsutbytet främst var söderut med Svealand. Exempelvis finns flera ortnamn med efterledet -ånger (det nordligaste exemplet är Lövånger) som anses ha kommit med en tidig invandring av en jordbrukande befolkning från Norge till Mellannorrland.
Folket i den kustnära delen av mellannorrland kallades hälsingar, och landet så småningom Hälsingland. Det tidigaste omnämnandet av hälsingar kan vara i den engelska dikten Widsith från 900-talet, som talar om ett folk som kallas Hælsings och regerades av en i övrigt okänd sagokung vid namn Wada. Längre inåt landet levde jämtar i Jämtland, som tidigt utvecklade självstyre genom parlamentet Jamtamot. Jamtamot är dokumenterad under medeltiden men otvivelaktigt äldre, och uppvisar likheter med världens äldsta kända parlament, Islands Alltinget, som bildades år 930.
Rikligt med vikingatida runinskrifter finns i Hälsingland och Medelpad, de flesta från 1000-tal, främst längs med kusten upp till Sköns socken i Medelpad, möjligen till Nordingrå i Ångermanland, men även Frösöstenen i Jämtland. Den äldsta bevarade nordiska rättskällan är sannolikt Forsaringen från Hälsingland, av de flesta forskare daterad till 900-talet, av andra medeltid.

#### Södra kustlandet
Småskalig renskötsel och älgfångst för husbehov bedrevs i Norrlands södra kustland (det vill säga dagens Gästrikland) under bland annat folkvandringstid. Se sydliga samer och skogssamer. Gästrikland ingår i en vidare definition av Bergslagen och fynd av järnhantering under järnåldern har gjorts i landskapet, exempelvis Kråknäsjärnet från 400 e.Kr. Järnhantering i Gästrikland och södra Hälsingland tros under Vendeltiden (600-talet och senare) ha konkurrerat ut den omfattande järnframställning som tidigare bedrevs i Mellannorrland.

### Äldre medeltid (1050–1250)

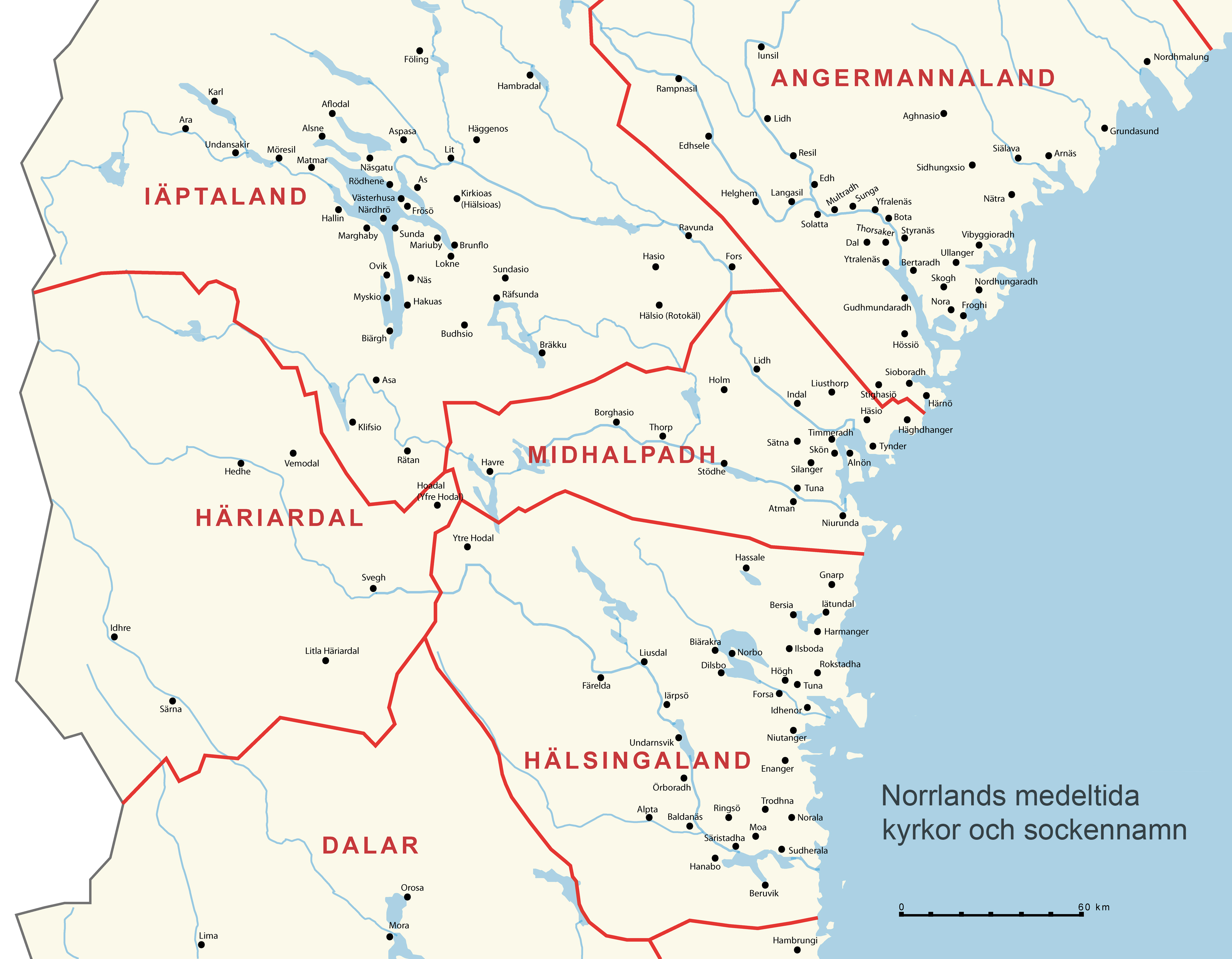
Medeltida sockennamn och kyrkor i nedre Norrland. (Flera socknar även i övre Norrland, t.ex. Bygdeå, har medeltida ursprung.)

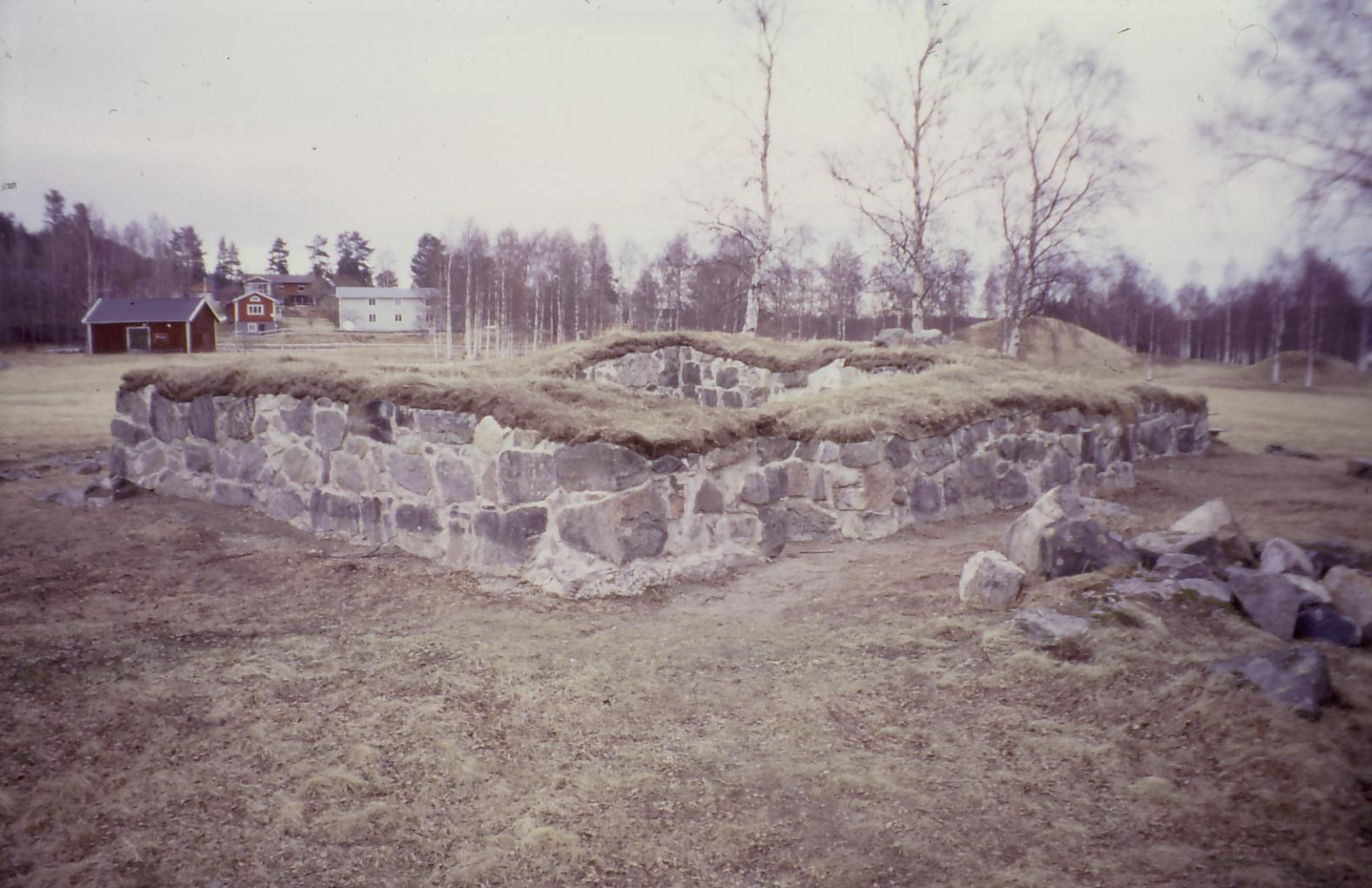
Ruinen av Kvissle kapell, en romansk gårdskyrka från omkring år 1200. Bakom syns storhögarna från folkvandringstid.

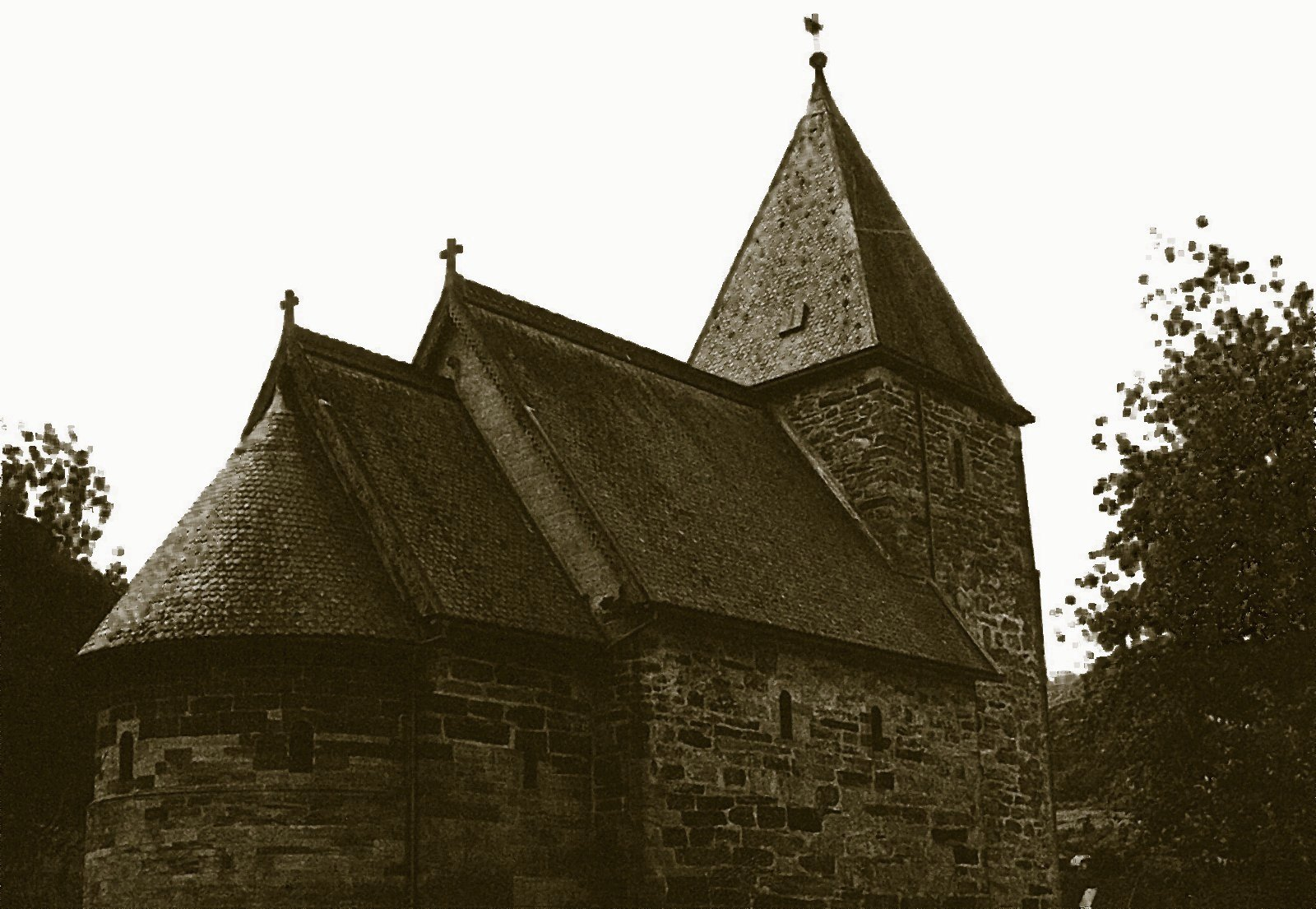
Västerhus kapell i Jämtland byggdes i sten under 1100-talet. Här visas Hove Kirke i Sogn og Fjordane fylke som var av liknande konstruktion. En träkyrka byggdes sannolikt i mitten av 1000-talet på samma plats.

Under medeltiden gick det historiska Mellannorrland under namnet Hälsingland, första gången nämnt i skrift i slutet av 1000-talet. Detta område hade en oklar utsträckning norrut.

#### Norrlands kristnande
Undersökningar av den så kallade Skelettåkern i Björned, Torsåker, i Ångermanland, visar att det var en begravningsplats från folkvandringstid, där man övergick till kristet gravskick senast i början av 1000-talet. Begravningsplatsen tolkas som en tidig gårdskyrkogård, sannolikt tillhörande en gårdskyrka uppförd på privat initiativ. Den övergavs på 1200-talet, förmodligen efter att en gemensam sockenkyrka hade byggts.
Härjedalens och Jämtlands kristnande inleddes efter Slaget vid Stiklestad 1030 och var enligt Frösöstenen slutförd när den restes 1050. Jämtland, som vid den tiden var självständigt från Norge och Sverige, kom tidigt att inordnas under Uppsala stift. 
Stenfinn (Staffan), ”Hälsinglands apostel”, var biskopsvigd missionär som omkring år 1060 utsändes från Hamburg-Bremen, och enligt traditionen döpte många hälsingar, men efter 1072 jagades bort och led martyrdöden, begravdes i Norrala och kom att dyrkas som helgon. Kyrkor började därefter byggas, ofta vid etablerade handels-, tings- och kultplatser, ibland av förmögna personer som privata gårdskyrkor. De äldsta norrländska socknarna, upp till Umeå och Bygdeå, finns förtecknade i 1314 års Sexårsgärd. De tillkom antagligen under perioden 1150–1300, utifrån geografiskt sammanhållna bygder. Sockenkyrkorna förlades nära kungsgårdar, gravhögar och offerplatser. Stenkyrkor vars byggnadsår har uppskattats till senast 1200-talet har bland annat funnits på följande orter:
- I Jämtland: Västerhus kapell, Norderö, Hackås, Frösön, Alsen, Aspås, Brunflo, Sunne, Näs, Hov, Offerdal.
- I Gästrikland: Ockelbo, Ovansjö, Årsunda.
- I dagens Hälsingland: Hög (1190-talet[76]), Ljusdal, Norrala (klövsadelkyrka), Hälsingtuna (klövsadelkyrka), Trönö, Jättendal, Hanebo.
- I Medelpad: Gårdskyrkan i Kvissle, Selånger,  Skön (klövsadelkyrka), Njurunda, Alnö, Tuna, Stöde, Liden, Haverö, Torp
- I Ångermanland: Styrnäs (klövsadelkyrka), Dal, Anundsjö, Nora, Nordingrå, Boteå, Sollefteå och Ytterlännäs.

Sankt Olofskulten var betydande i det katolska Mellannorrland. Enligt traditioner som upptecknades på 1680-talet uppges Olav Haraldsson ha landstigit med sin här i Sankt Olofs hamn i Selånger socken år 1030 på sin väg för att kristna Norge och till slaget vid Stiklestad. I Mellannorrland upprättades under medeltiden vandrings- och ridleder både västerut (Sankt Olofsleden var en pilgrimsled mellan Selångers utskeppningshamn i Medelpad och Nidaros i Norge) och söderut (Norrstigen var en förhistorisk led som med tiden kom att gå längs hela Norrlandskusten).

#### Olika språkgruppers utbredning i norr
Vad gäller nordligaste Norrland visar fynd av mynt och metallprydnader från samiska offerfyndplatser snarare på öst-västliga än nord-sydliga förbindelser under 1000-, 1100- och 1200-talen. Handelsförbindelserna med västra Finland och Karelen (senare del i Novgorod) var av allt att döma täta.
Det avspeglar sig också i nordligaste Norrlands kolonisationshistoria. I Tornedalen etablerades en fast, jordbrukande befolkning någon gång på 1000-talet. Den slutsatsen har dragits bland annat på grundval av arkeologiska undersökningar som genomförts av ett icke-kristet gravfält och en marknadsplats på Kyrkudden i Hedenäset. Resultaten tyder på att de första jordbrukarna i Tornedalen hade sitt ursprung i Övre Satakunda och Tavastland i nuvarande Finland. Det kan också finnas en östligare komponent, eventuellt från Karelen.
I Luleälvens mynningsområde etablerades ett permanent jordbruk någon gång mellan 1000- och 1200-talet. Även här märks klara överensstämmelser österut. Den finskspråkiga jordbrukskulturen från Tornedalen tycks alltså ursprungligen ha sträckt sig så långt söderut som till Luleå. Den finskspråkiga befolkningen i området kallas oftast för tornedalingar, och deras språk kallas oftast meänkieli.
Även den tidiga, nordisktalande befolkningen har lämnat spår efter sig i form av ortnamn. I norra Norrlands kustland finns ortnamn som är sammansatta av förkristna personnamn och efterleden -mark, och som har ansetts representera en lokal nybyggarexpansion före 1300. Den här typen av bynamn är vanligast i södra Västerbotten men förekommer även längre norrut: 14 i Umeå socken, sju i Bygdeå, två i Lövånger, nio i Skellefteå, fem i Piteå och ett enda i Luleå. Längre norrut förekommer denna typ av ortnamn inte.
Den samiska befolkningen dominerade vid den historiska tidens början det som i medeltida källor kallades lappmarken (ungefär dagens Lappland), men samexisterade även med jordbrukande befolkning i samtliga övriga landskap i dagens Norrland, och sannolikt även Värmland och Dalarna. Exempel på en fyndplats utanför lappmarken som av vissa forskare tolkats som samisk boplats, offerplats och begravningsplats är Vivallen i nordvästra Härjedalen, från 1100-talet. Genom handel levde samerna i ekonomisk symbios med bondebefolkningen. I takt med att den germanska jordbrukarbefolkningen uppodlade allt större landområden, trycktes den samiska halvnomadiska jägar-samlarkulturen tillbaka, eller bildade blandkulturer och assimilerades i dessa områden, och storskalig renskötsel hade ännu inte nått sydsamiskt område.
Samernas närvaro i norra Norrlands kustland är omdiskuterad. Arkeologen Noel Broadbent har hävdat att den tidiga jordbrukarbebyggelsen i kustlandet har drag som visar på ett samiskt ursprung och existensen av kustsamer vid Bottenviken. Några av de äldsta ortnamnen i kustlandet, till exempel Kåddis utanför Umeå, anses också vara samiska.

### Yngre medeltid (1250–1520)

Kartan visar hur dåvarande Hälsinglands kungsgårdar och husabyar placerats med regelbundna mellanrum på eller invid gamla centralorter längs den förhistoriska kustlandsvägen Norrstigen under medeltiden (Gästrikland räknades då ännu till Uppland). De äldsta kungsgårdarna nämns i Hälsingelagen.

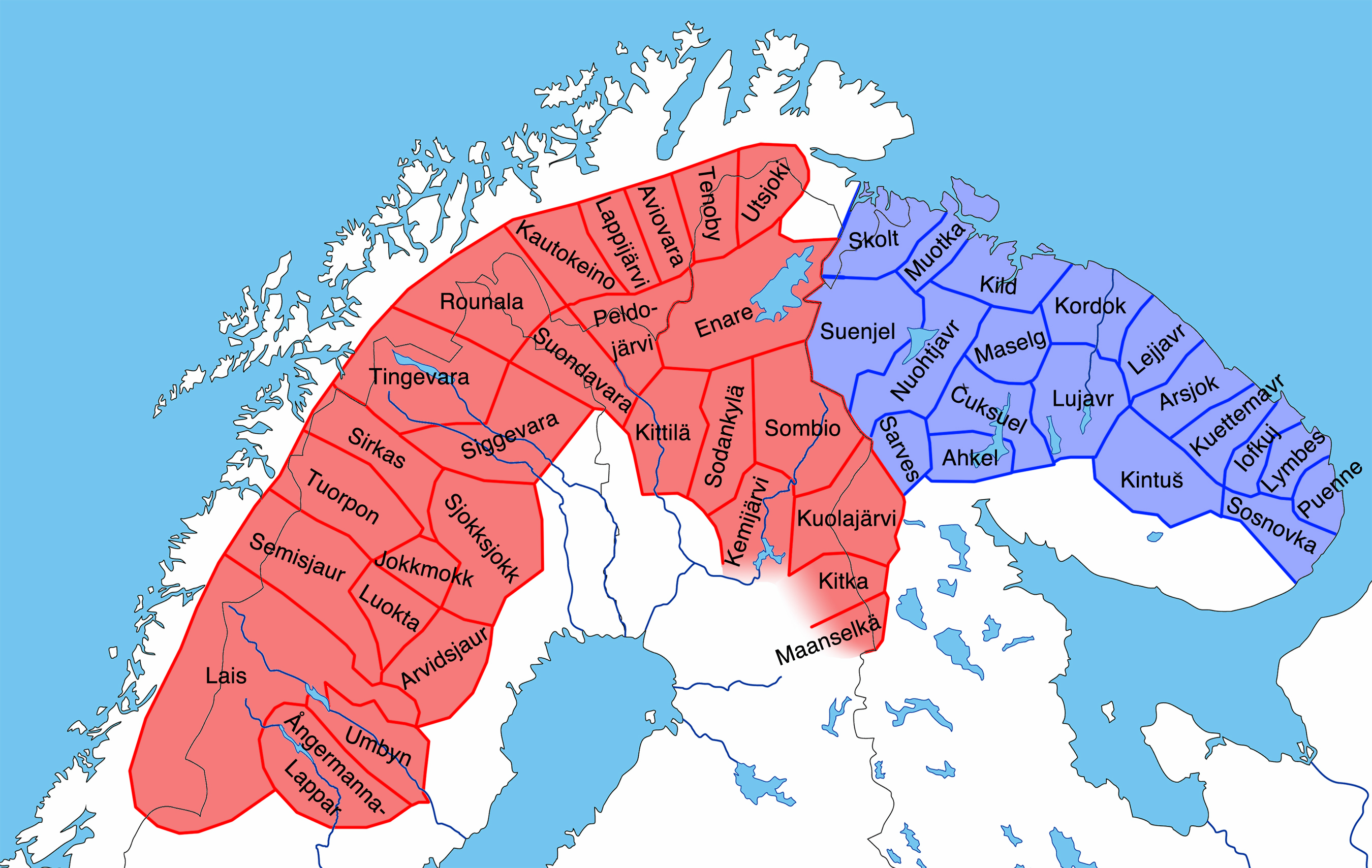
En rekonstruerad kartbild över lappbyarna på 1500- och 1600-talen (rött område) samt början av 1800-talet (blått område). Samer levde även utanför lappbyarna. Källor från 1600-talet och senare talar om skogssamer och sockenlappar i Ångermanland, Medelpad, Jämtland, Hälsingland, Gästrikland, Härjedalen och även Mellansverige. Sockenlapparna hade assimilerats in i den nordiska kulturen vid mitten av 1800-talet.

#### Hälsingelagen
I den svensktalande befolkningens gemensamma landskapslag, Hälsingelagen (bevarad från 1320), är Umeå och Bygdeå de nordligaste socknar som nämns vid namn. Det dåtida Hälsingland omfattade således dagens Hälsingland, Medelpad, Ångermanland och åtminstone södra Västerbotten. Enligt lagen slapp invånarna i Umeå och Bygdeå samt området norr därom ledungsplikten, och de skulle betala bågaskatt, medan övriga Stor-Hälsingland betalade skatt i skinn och lärft.
Stor-Hälsingland hade vid ingången till 1300-talet ett löst förhållande till Sverige. Så sent som 1317 slog hälsingarna ihjäl sveakungens skatteuppbördsman, men år 1331 hade samarbetet med Sverige och beskattningen börjat accepterats och statsmakten började se Hälsingland som del av Sverige. Ännu år 1374 lydde Stor-Hälsingland under sin egen landskapslag, som därefter ersattes med landslagar. Men statsmakten hade fortsatt problem med att få hälsingarna att se sig som en del av Sverige och de hade fortsatt problem med beskattning fram till och bortom Gustav Vasas tid vid makten, därefter avtog problemen successivt.
Stor-Hälsingland är vid denna tid administrativt indelad i tre delar, tredingar: 
- Alir, som finns belagt redan 1232 och som omfattade dagens södra Hälsingland,[89]
- Sunded, som omfattade dagens norra Hälsingland, samt
- den nordligaste tredingen, som troligen var Medelpad[90][91]

Hälsingelagen nämner sex kungsgårdar, i flera fall nära tidiga stenkyrkor och storhögar, som kom att bli viktiga som residens för fogdar. Dessa har identifierats till följande platser, från söder:
- Norrala kungsgård i Norrala socken i dagens Södra Hälsingland;
- Hög i Sunded, nuvarande Kungsgården i Högs socken i norra Hälsingland;
- Hög på Norrstigen, som vanligen identifieras med den nutida byn Kungsgården i Jättendals socken i norra Hälsingland), omnämnd som husaby, möjligen med Kvissle/Nolby i Njurunda socken;
- Näs, det vill säga nuvarande Kungsnäs vid Sankt Olofs hamn i Selångers socken (Medelpad), omnämnd som husaby;
- Norrstig i Säbrå socken i Ångermanland;
- ”Kutby”, identifierad till Kungsgården, Kramfors kommun i Bjärtrå socken, också i Ångermanland.[93]

I Gästrikland, som då tillhörde Uppland, fanns följande kungsgårdar:
- Kungsgården, Hedesunda[94]
- Kungsgården, Österfärnebo
- Kungsgården, Ovansjö[34]

#### Kolonisering av norra Västerbottens kustland
I och med Nöteborgstraktaten 1323 reglerades för första gången gränsen mellan Novgorods och Sveriges intresseområden. Gränsen drogs från Karelska näset till Pyhäjoki älv i Österbotten, medan förhållandena norr därom samt på den västra sidan om Bottenviken förblev oklara. Den svenske kungen Magnus Eriksson försökte stärka sitt rikes inflytande över området kring Bottenviken genom att 1324 utfärda ett privilegiebrev enligt vilket landet mellan Skellefte älv och Ule älv (som mynnar vid Uleåborg i nuvarande Finland) uppläts till odling och bebyggelse. Han tycks således ha menat att området var svenskt. Samma syn kommer till uttryck i ett brev från Knut Jonsson 1328 enligt vilket Hälsingland sträckte sig till Ule älv och Ule träsk.
Kung Magnus privilegiebrev från 1324 gav upphov till två kända kolonisationsprojekt. Det första berörde området kring Lule älv, som uppläts till ett konsortium bestående av Olov Björnsson, ärkebiskop i Uppsala, Johannes Ingemarsson, kunglig fogde över Hälsingland, och Nikolaus Farthiegnsson, storman med gods i Ångermanland, Medelpad och Gästrikland. Det andra berörde området kring Pite älv, som uppläts till riksrådet Nils Abjörnsson. Av ett stadfästelsebrev som Magnus Eriksson formulerade 1335 framgår att Nils Abjörnsson då redan hade byggt bostäder och flyttat familjer till Piteåtrakten samt lagt ned både pengar och arbete på projektet. Det finns däremot inga uppgifter om att det projekt som berörde Lule älvdal omsattes i praktiken. I ett brev av kung Magnus Eriksson år 1340 fastslogs att alla "som åå Christo tro, eller till Christna tro sig omwenda wele" fick ta sig mark och ägor i Lappmarken, under förutsättning att de betalade skatt till kungen och brukade Hälsinglands lag och sedvänjor.
Det arkeologiska materialet visar också att det östliga handelsinflytandet i norra Norrland upphörde efter 1200-talet. Av allt att döma lyckades Sverige under 1300-talet med att utvidga sin sfär längs hela den västra sidan av Bottenviken och vidare fram till vattendelaren mellan Torne och Kemi älvar. Den svenska handeln i området kom nu att skötas av birkarlarna, vilka förmodligen även tidigare verkat inom området och då haft en koppling till Republiken Novgorod. De fick den svenska kronans skydd för sin verksamhet i Tälje stadga 1328, och betalade själva en skatt eller avgift till kungen i gengäld.
Under slutet av 1300-talet fick det svenska riksrådet och drotsen Bo Jonsson (Grip) hela Finland och en tredjedel av Sverige, däribland Stor-Hälsingland, som förläning. Han anlade Korsholms slott i närheten av den nuvarande staden Vasa och styrde därifrån området kring Norra Kvarken och Bottenviken som ett samlat slottslän, kallat Korsholms län. Därmed bröts det gamla administrativa sambandet med Hälsingland för den del av Norrland som nu utgör Västerbottens och Norrbottens län. Av Eriks av Pommern skattebok från 1413 framgår att Korsholms län då omfattade socknarna Umeå, Bygdeå, Lövånger, Skellefteå, Piteå, Luleå och Torneå i nuvarande Sverige samt socknarna Mustasaari, Kyro och Kemi i nuvarande Finland. År 1441 delades Korsholms i en västlig och en östlig del längs gränsen mellan Uppsala och Åbo stift, som fastställts till Ule älv, de båda delar som så småningom kom att kallas för Västerbotten och Österbotten.
Sveriges beskattning av hela kustlandet runt Bottenviken var enligt ryssarna inte i enlighet med Nöteborgstraktaten, och under 1480- och 1490-talen krävde de därför under våldsamma former skatt av invånarna i Kemi, Ijo och Limingo socknar öster om Bottenviken. De hävdade då att deras gräns gick från Hanhikivi sten vid utloppet av bäcken Pyhäjoki på östra sidan över till Bjuröklubb på västra sidan. Hela Bottenviksområdet skulle alltså vara ryskt. På 1600-talet nedtecknades traditioner enligt vilka ryssarna skulle ha ansett Bygde sten sex mil söder om Bjuröklubb vara ett gränsmärke mot det svenska riket. Det finns dock inga uppgifter om att ryssarna skulle ha gått till aktiv handling i detta område.
När namnet Norrlanden började tas i bruk under 1400-talet sträckte sig området från Hälsingland runt Bottenviken och söderut till Ule älv, senare Pyhäjoki. Vid samma tid började man också räkna Gästrikland till Norrlanden och låta Dalälven bilda områdets sydgräns mot resten av Sverige. På 1500-talet omfattade "Norrlanden" Gästrikland, Hälsingland, Medelpad, Ångermanland och Västerbotten (inklusive det landskap som sedan 1800-talet kallas Norrbotten samt finska Västerbotten).
Norrlands äldsta stad är Gävle (som vid den tiden emellertid inte räknades till 'Norrlanden'). Orten fick stadsprivilegier år 1446, men omnämndes som stad redan 1413.

### Tidigmodern tid (1520–1789)

#### Städer
Trots övriga Europas urbanisering under medeltiden, och att förutsättningar för norrländska städer kan synas ha varit goda, skulle det dröja ända in på 1580-talet innan kungen beslutade sig för att grunda de första norrländska städerna, Hudiksvall, Härnösand och Umeå, förutom medeltidsstaden Gävle, som räknades till Norrland från 1500-talet. Först på 1620-talet inleddes en stor stadsgrundningsvåg som resulterade i ett pärlband av städer längs med den dåvarande norrlandskusten, på båda sidor om Bottenhavet, upp till Torneå i norr. Vågen inleddes som en konsekvens av en resa genomförd av riksrådet Johan Skytte runt Bottenhavet år 1619. Städerna tillkom i en ny merkantilistisk anda för att öka exporten, förbättra infrastrukturen och stärka kronans ställning kring Bottenhavet. Nästan samtliga städer hade någon form av närliggande föregångare i form av en handels- eller marknadsplats, ofta invid en hamn, ibland kungsgård, öd, tingsplats, borg eller medeltida försvarskyrka av klövsadeltyp (försedd med dubbla torn). Dessa centralorter hade sedan tidigare funktioner som i andra landsdelar var knutna till städer, exempelvis fogderesidens, prostsäte eller stormannasäte.
Utvecklingen av städer norr om Gävle hämmades dock av det bottniska handelstvånget som fick fast form i förordningar från 1614, 1617 och 1636 och avvecklades 1765. Tvånget hindrade uppstäder att handla direkt med utlandet utan tillät export och import endast via stapelstäder som Uppsala, men gav lättnader till Gävle.

#### Administration

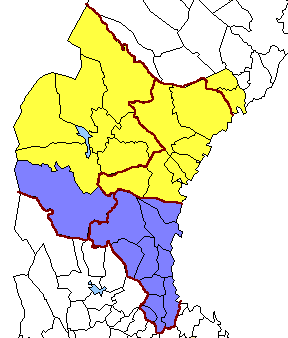
1646 bildades Hudiksvalls län (blått) och Härnösands län (gult), strax efter att Jämtland och Härjedalen införlivats i Sverige. Dessa sammanslogs 1654 till Västernorrlands län (både gult och blått), som 1762 delades i Gävleborgs län (blått) och Västernorrlands län (gult). Dagens länsgränser ses i rött.

I början av 1600-talet lydde hela det dåvarande Norrland under samma ståthållare och kallades då för ståthållardömet Norrland eller Norrlands län. Dess sydgräns öster om Bottenhavet gick då vid kusten söder om Vasa och sträckte sig inåt mot nordost. När Sverige delades in i län genom 1634 års regeringsform klövs det gamla Norrland i två delar. Den ena delen, Västernorrlands län, kom att omfatta landskapen Hälsingland, Medelpad, Ångermanland och Västerbotten (med Norrbotten och lappmarkerna ända upp till Norra ishavet). Dess östra gräns gick vid kusten vid Torneå och fortsatte norrut en bit öster om Torneälven. År 1637 bröts Västerbottens län ut ur Västernorrlands län och 1641 införlivades Gästrikland, som dittills utgjort änkedrottning Maria Eleonoras livgeding, i Västernorrlands län. Länsindelningen har därefter ändrats många gånger, men aldrig mer har hela Norrland utgjort ett administrativt område.
Jämtland och Härjedalen införlivades 1645 i det svenska riket efter dansk-svenska krigen. Därefter talade man under en tid gärna om "Jämtland och Nordlanden", innan landskapet ansågs utgöra en del av Norrland.
År 1647 bröts Härnösands stift ur det svåradministrerade Uppsala ärkestift. Utbrytningen gjordes för att öka den svenska närvaron i de två nyerhållna landskapen Jämtland och Härjedalen. Stiftet omfattade hela dagens Norrland utom Gävleborgs län, fram till 1904 då Luleå stift (norra Norrland) bröts ur.
I de norrländska landskapen infördes aldrig någon häradsindelning, utan tingslagen baserades på landskaps- och sockenindelningen.

#### Inflyttning från öster

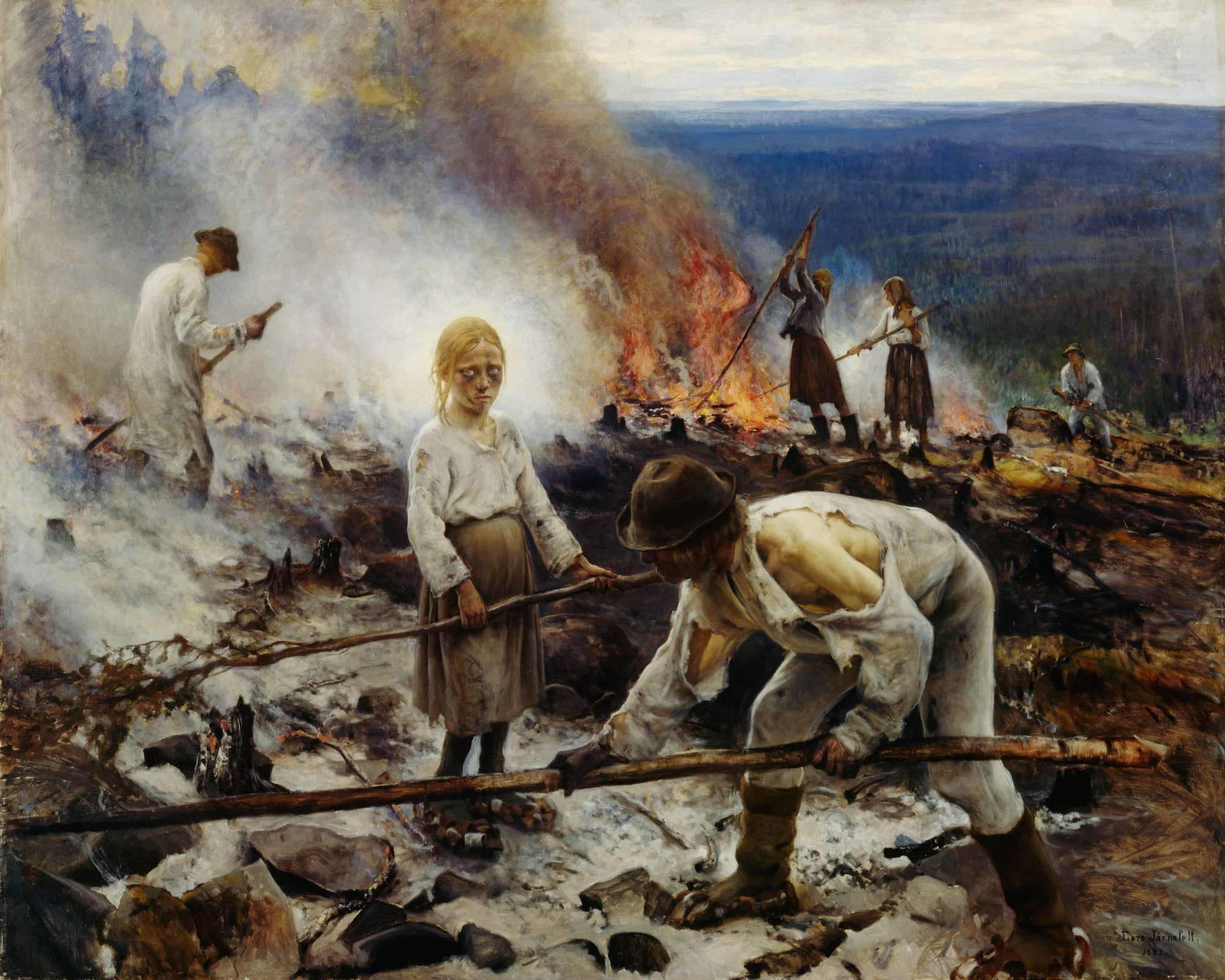
Målningen "Trälar under penningen" av Eero Järnefelt visar Savolaxfinnarnas svedjebruk.

Man räknar med att 12 000 skogsfinnar eller svedjefinnar, flyttade från Savolax och norra Tavastland i dagens Finland, och blev nybyggare i Hälsingland, Medelpad, Ångermanland Värmland, Dalarna, Västmanland och Norge, främst mellan 1570 och början av 1600-talet, vilket gav upphov till många nya byar i vad som kom att kallas finnskogarna. Skogsfinnarna bröt effektivt ny mark genom svedjebruk. De lärde sig svenska och blev tvåspråkiga, men bibehöll sin folktro. Orsaken till inflyttningen var kolonisationspolitik och skattelättnader på initiativ av Karl IX, samt krig och brist på obruten mark i Finland.

#### Lappmarkerna börjar koloniseras

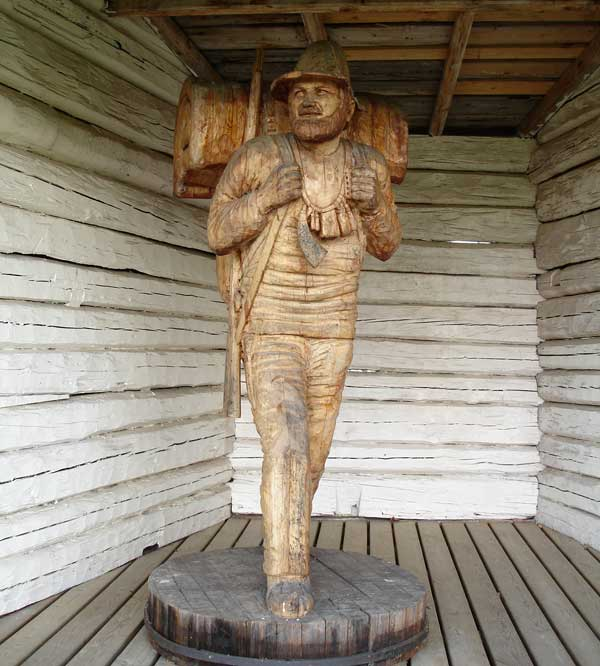
Staty av den förste nybyggaren i Lycksele lappmark år 1678, Johan Philipsson, vid Örträsks hembygdsgård.

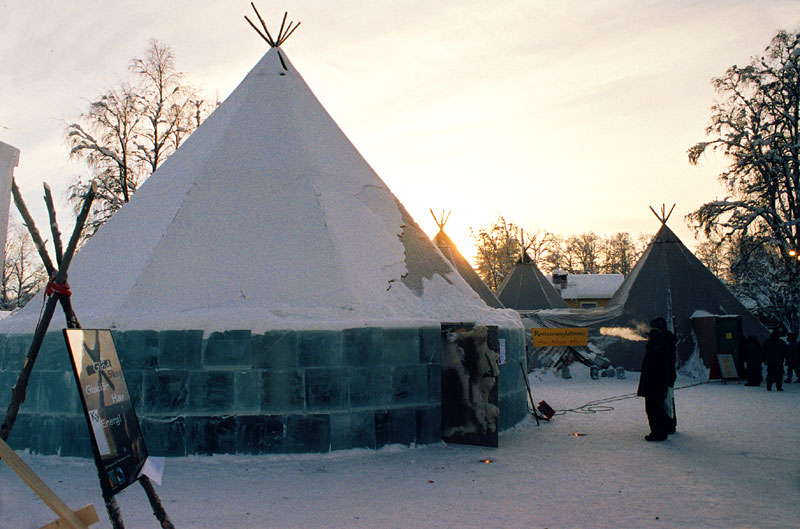
Jokkmokks marknad har anor som går tillbaka åtminstone till 1606.

Medan den svenska kronan redan under 1300-talet hade tagit kontrollen över norra Norrlands kustland gällde detsamma inte inlandet. Visserligen beskattades samerna – Gustav Vasa avskaffade i mitten av 1550-talet birkarlarnas gynnade ställning och införde i stället direkt beskattning genom lappfogdar. Skatteuppbörd och rättsskipning ägde rum på marknadsplatser både inom och utanför lappmarkerna, men någon permanent svensk närvaro fanns inte inom lappmarkerna förrän hertig Karl 1606 lät anlägga kyrkplatser i Lycksele, Arvidsjaur, Jokkmokk och Enontekis. Senare under 1600-talet inrättades kyrk- och marknadsplatser även i Åsele och Arjeplog.
Ett av de första stegen för att utbilda samiska präster togs när Nicolaus Andreæ, kyrkoherde i Piteå, inrättade en sameskola 1617. En handfull samer fick där en grundläggande utbildning. Herr Nils utgav också 1619 en mässbok och en ABC-bok på samiska, vilket blev de första tryckta böckerna på detta språk. Sedan herr Nils avlidit ersattes hans skola 1632 av Skytteanska skolan i Lycksele, som blev en viktig institution under lång tid.

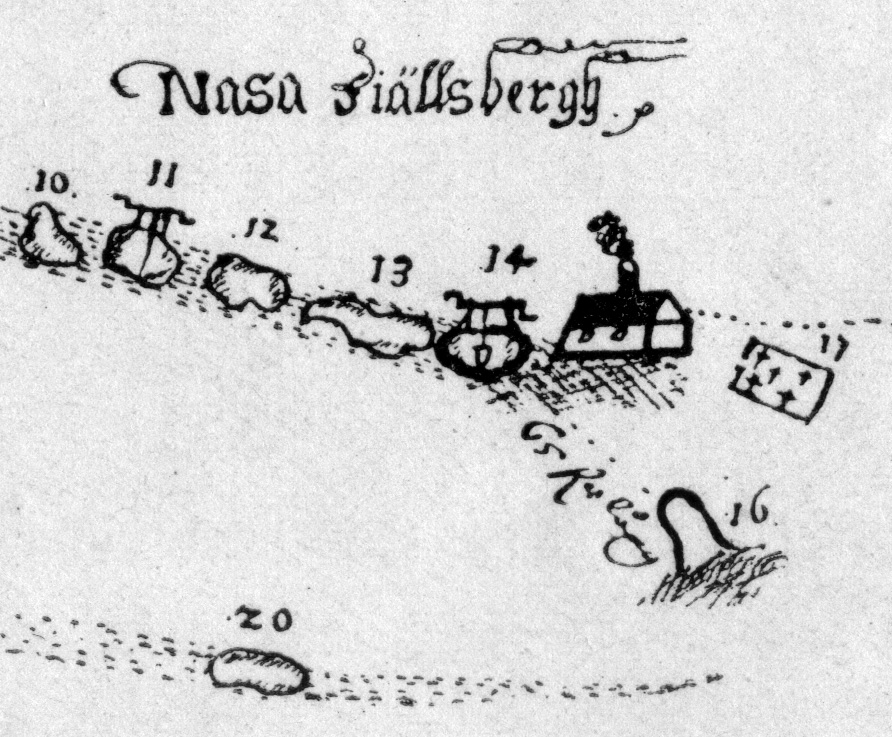
Nasafjälls silvergruva på en karta från 1646. Siffrorna avser olika gruvhål, utom 17 som är kyrkogården.

Kronans intresse för lappmarkerna intensifierades sedan silvermalm upptäckts på Nasafjället i Pite lappmark 1634. Vad andra europeiska stater fick resa till Amerika för att utvinna hade Sverige alltså inom sitt eget territorium. Piteå silververk byggdes upp på Nasafjället och fungerade fram till 1659, då det brändes ned av norska styrkor. Det efterträddes av Luleå silververk med hytta i det som nu heter Kvikkjokk.
Verksamheten vid de första metallindustrierna i lappmarken var helt och hållet beroende av samisk medverkan. De var de enda som bodde i lappmarkerna, och de var de enda som kunde ombesörja de tunga och långväga transporterna med sina renforor. Samerna fick ersättning för sina insatser, men fick ändå i många fall tvingas in i tjänsten, eftersom de inte samtidigt kunde sköta sina vanliga sysslor. Om de vantrivdes alltför mycket flyttade de helt enkelt till en annan lappmark eller till Norge. Svenska myndigheter blev därför mer och mer intresserade av att få svenska och finska jordbrukare att slå sig ned som nybyggare i lappmarkerna. Förutom den nytta detta kunde ha för bergverken skulle nybyggesverksamhet också öka kronans skatteintäkter, eftersom samer och nybyggare förutsattes kunna utöva sina respektive näringar sida vid sida.
Den som aktivt tog tag i frågan om lappmarkernas kolonisation var Johan Graan, som var son till en same som uppfostrats av Nicolaus Andreæ och utbildat sig till präst. Johan Graan blev landshövding i Västerbottens län (som omfattade hela norra Norrland och tidvis även Österbotten) 1653. År 1671 sände han ut lantmätaren Jonas Persson Gedda för att mäta upp lappmarkerna och hitta lämpliga ställen för nybyggen. Resultatet blev en karta över Umeå lappmark. Utifrån erfarenheterna av denna kartläggning skrev landshövding Graan sedan ihop det dokument som kom att ligga till grund för 1673 års lappmarksplakat.
1673 års lappmarksplakat innebar att de som anlade nybyggen inom lappmarkerna fick privilegier i form av 15 års frihet från alla slags skatter och utlagor, därefter skattläggning till samma skatt som "sjelfva Lapparna" samt frihet från knektutskrivning i alla tider. Detta följdes 1695 av ytterligare ett plakat där det fastslogs att nybyggarna inte bara hade privilegier utan även skyldigheter: de som ville komma i åtnjutande av friheterna fick inte "lägga sig allena på öfverflödigt svedjande" utan skulle ägna sig åt att bryta upp permanenta åkrar och ängar.
Omgående började också nybyggen anläggas i lappmarkerna. Ett av de första var Örträsk i Lycksele lappmark, som anlades av finnen Johan Philipsson omkring 1678. Många av nybyggena i Lycksele och Åsele lappmarker anlades av personer med finsk härkomst, som var uppfödda inom finnskogarna i södra Norrland och Mellansverige. Svenskar från kusttrakterna kom snart efter.
Lappmarken ansågs länge utgöra en särskild landsända som inte hörde till "det egentliga Norrland", en uppfattning som åtminstone delvis levde kvar ännu i slutet av 1800-talet. Nordisk Familjebok noterar 1912 att ”norrlänningarna själfva räkna likväl hvarken Gästrikland och Hälsingland eller Lappland till det egentliga N.”

#### Trolldomsprocessernas tid
Det stora oväsendet var den mest intensiva perioden av de svenska häxprocesserna, och började 1668 i Lillhärdal i Härjedalen med att barnvittnet Gertrud Svensdotters utpekade Märet Jonsdotter, och processen resulterade i minst åtta avrättningar. Dessförinnan hade häxprocesserna sällan lett till avrättningar, med undantag för Häxprocessen i Ramsele redan 1634 då fem personer avrättades. Häxprocesser spred sig därefter som en löpeld över landet under de kommande åtta åren, och några norrländska socknar drabbades särskilt under denna period:
- Härjedalen 1668–72: Åtminstone åtta avrättade i Lillhärdal.
- Hälsingland 1671–74: Tio avrättade i Bollnäs, åtta i Ovanåker, sju i Tuna och Idenor, två i Alfta, två Järvsö, tre i Delsbo, och två i Ljusdal.
- Ångermanland 1674–75: 71 avrättade i Häxprocesserna i Torsåker[125], 42 avrättade i Häxprocessen i Härnösand och Säbrå, varav 32 från Säbrå, samt sex avrättade i Sollefteå. Vid den stora Häxprocessen i Nordingrå avrättades ingen.
- Gästrikland 1674–75: 35 avrättades i Ockelbo socken, 19 i Gävle, samt 27 i Valbo socken, Hille socken och Hamrånge socken.
- Västerbotten 1675–76: sju dödsdomar fälldes i Lövångers socken, men ingen verkställdes eftersom processerna då upphörde.

När det gäller samerna kunde dessa fortsätta att utöva sin gamla religion ganska obehindrat långt in på 1600-talet, bara de såg till att infinna sig till gudstjänsterna. På 1680-talet kom myndigheterna till insikt om att det fortfarande grasserade "trolldom" i lappmarkerna och att den samiska trumman alltjämt var i aktivt bruk. År 1685 avfattade därför Karl XI en skrivelse till konsistorium i Härnösand om att åtgärder måste vidtagas. Detta ledde till omfattande så kallade trolldomsrannsakningar på samtliga kyrkplatser i lappmarkerna. Samerna utsattes för pressande förhör och tvingades att lämna in sina trummor, under hot om bestraffning både i jordelivet och i livet efter detta. I den mån den traditionella samiska religionen utövades därefter skedde det i tysthet.
En del samer vägrade finna sig i detta, vilket ledde till rättsliga följder. Så avrättades samen Lars Nilsson från Pite lappmark 1693 för trolldom.

#### Krigstid
På 1500-talet hade ett antal Norrlandsfänikor bildats, som på 1600-talet organiserades som Norrlands storregemente. Storregementet splittrade 1624 till Västerbottens regemente (ur vilket Jämtlands dragonregemente bryts ut 1646) och Hälsinge regemente. Flertalet socknar i Medelpad och Ångermanland får efter 1661 ansvar för båtsmanshållet till Norrlands båtsmanskompani.
Flera tusen man ur Jämtlands dragonregemente ingick 1718–1719 i Karl XII:s norska fälttåg under stora nordiska kriget. Fälttåget gick emellertid mycket dåligt i och med att hösten förde med sig kyla, genom logistiska problem samt sjukdomar. Efter Karl XII:s död, under marschen åter till Jämtland, blåste en kraftig snöstorm upp på Öjfjället vid nyår 1719. Många soldater var illa klädda, över 3 000 dog på fjället och av de överlevande förfrös många sina händer, fötter, armar och ben. Marschen har fått namnet katastrofen på Öjfjället. De kroppar som blev kvar i fjällen bidrog enligt sägnen till att rovdjursstammen i området märkbart växte.
Norrlandskusten drabbades hårt av rysshärjningarna under de sista åren av stora nordiska kriget, 1719–1721. Umeå (som även hade bränts ned 1714 av ryssarna), Hudiksvall, Sundsvall (i samband med slaget vid Selånger), Söderhamn, Härnösand, Piteå och ett antal mindre bruksorter anfölls, plundrades och brändes ned. Det ryska anfallet mot Gävle 1719 slogs dock tillbaka av svensk militär.

#### Kost

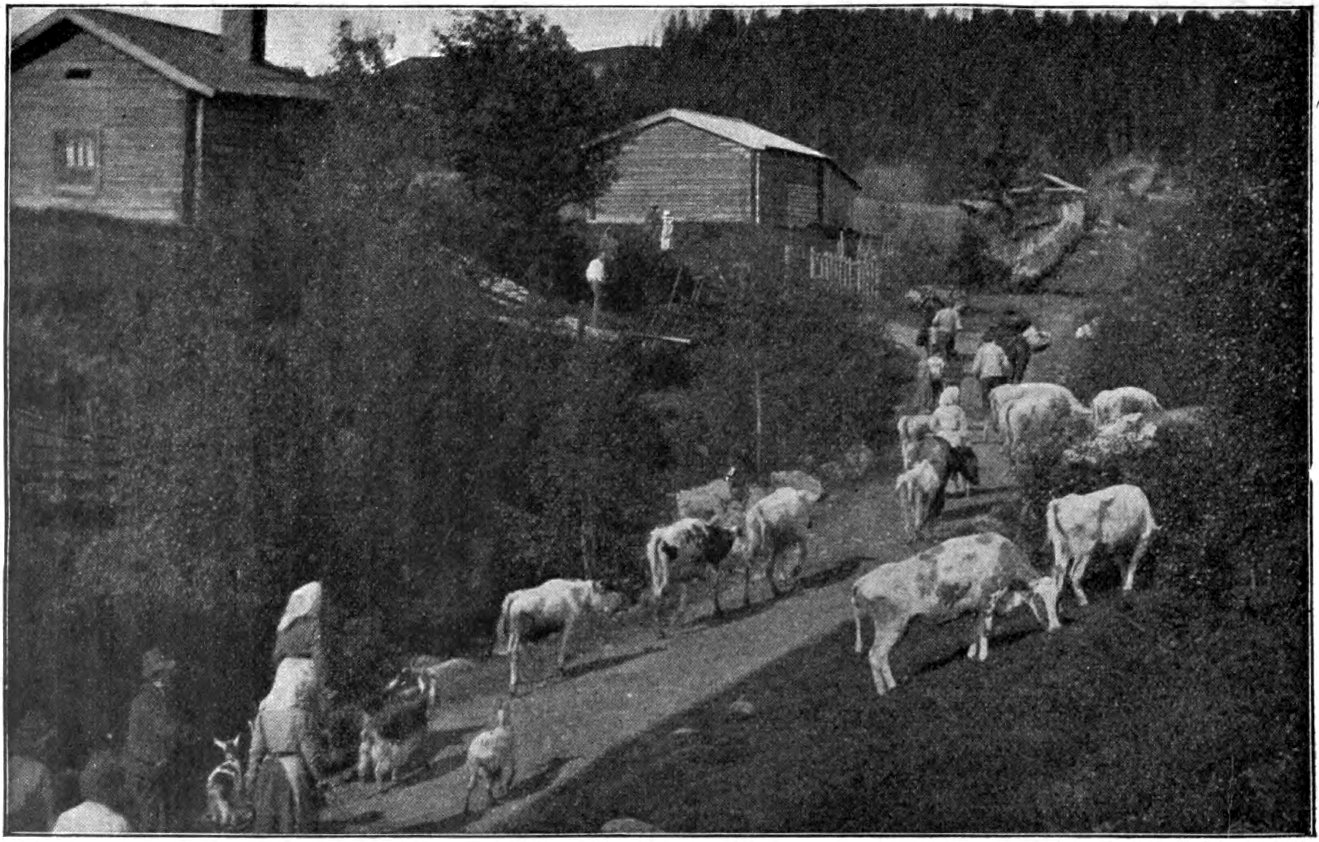
Fäbodtåg med fäbodjäntor och vallgosse ankommer till fäbodvall (illustration i Nils Holgerssons underbara resa genom Sverige av hans besök i Hälsingland, 1908).

Fäboddrift förekom i hela Norra Sverige samt Uppland, men främst i Härjedalen, Jämtland och Dalarna, åtminstone sedan 1500-talet. Fäbodkulturen fick sin blomstringsperiod på 1800-talet. Med fäbodkulturen följde konserverande mjölkhushållning som långmjölk, messmör, mesost, rörost och grynost.  
Under Gustav Vasas krigföring på 1500-talet, då salt blev en bristvara, blev lågsaltad fermenterad fisk, så kallad surströmming, en vanligt förekommande norrländsk konserveringsmetod, men har sannolikt förekommit sedan urminnes tider.
Älgen var vid sidan av bävern (den senare främst för pälsens skull) det viktigaste Norrländska bytesdjuret, men blev på 1600- och 1700-talet sällsynt och försvann nästan helt. I skogslänen hade bönderna full jakträtt medan det var förbjudet i resten av Sverige till 1789 då alla bönder fick jakträtt på sina ägor. Renkött har alltid varit ett viktigt inslag i mathållningen, inte minst hos samerna. Vid älvmynningarna var lax ett vanligt inslag i kosten, liksom Fjällröding i fjällkedjans sötvatten. De många norrländska myrmarkerna gjorde hjortron utmärkande för Norrland. 
Efter att potatisen spreds började potatispalt förekomma över hela riket, liksom blodpalt och paltbröd, vilka försvann under 1800-talet på de flesta håll, men än idag är populära i Norra Norrland. Bolackare (lösdrivande bolagskarlar), och andra skogsarbetare och flottare i skogskojor långt från hemorten, lagade ofta kolbullar för att få energi till det hårda kroppsarbetet.

#### Näringsliv och ekonomisk struktur

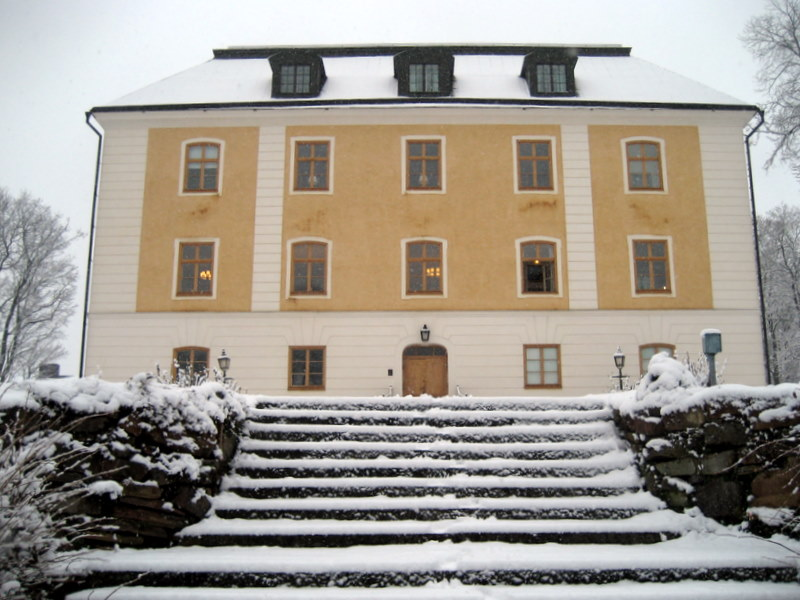
Gävle slott är en Vasaborg byggd 1583–1593.

Västerbottens län och svenska lappmarken 1796

Efter järnålderns och medeltidens borgar och före industrialiseringen fanns inga slott i Norrland förutom Gävle slott. I äldre litteratur sägs att Norrland saknar adel, men som motexempel kan nämnas de adlade släkterna Bure, Graan (samiskt ursprung), von Rosenheim och Björnram, samtliga med band till Bureätten; en norrländsk ämbetsmannasläkt som under 1500- och 1600-talen var inflytelserik på riksnivå. De norska medeltida riddarätterna Skancke och Blix har rötter i Jämtland, och några grenar har även introducerats som svensk adel, men de flyttade tidigt till trakten kring Trondheim och andra delar av dagens Norge och Sverige.
Tillgången till förläningar i södra Sverige var begränsad under stormaktstiden, och högadelns blickar började vändas mot norr. Ett riksdagsbeslut togs emellertid år 1655 att det inte skulle finnas några förläningar i Norrland. Undantag gjordes för riksrådet Lorens von der Linde från Stockholm, vilken hade erhållit friherrskapet Lindeborg med 141 hemman i Medelpad 1653, samt för riksrådet Knut Posse af Hedensund, som samma år hade fått friherrskapet Arnäs med 61 hemman i Ångermanland och Medelpad. Greve Johan Gabriel Oxenstierna af Croneborg köpte ett stort antal hemman i östra Medelpad, som kom att bli friherrskapet Njurunda, men såldes till amiral Klas Bjelkenstierna. Då friherrskapens drogs in under Karl XI blev denna adliga epok kort och resulterade inte i några ståtliga herrgårdar.
Den stora tillgången på skog medförde att järnbruk byggdes i Norrland sedan 1600-talet, vilket gav upphov till ett stort antal bruksorter. De flesta bruk försörjdes med malm från bergverk i andra delar av landet, exempelvis Bergslagen. Brukspatroner byggde herrgårdar på flera av orterna. Det första bruket som erhöll privilegier i Gästrikland var Järbo i dagens Sandvikens kommun, 1637. Först i Hälsingland var Ljusne 1653, i Medelpad Galtströms bruk 1673, i Ångermanland Graninge 1673, i Norrbotten Melderstein 1738 och i Västerbotten Robertsfors 1758.
Härnösands gymnasium grundades 1658, bland annat i syfte att utbilda samisktalande präster, och Gefle gymnasium 1669. Den första norrlänning som blir medicine doktor var Nils Gissler 1744, som blev provinsialläkare i Härnösand 1762. 1767 byggdes Gävle lasarett, 1785 lasarettet i Umeå och 1788 uppfördes Härnösands lasarett.
De norrländska landskapen drabbades särskilt hårt under nödåren 1696–97, då tidig frost förstörde en stor del av skörden.

### Senmodern tid (1789–nutid)

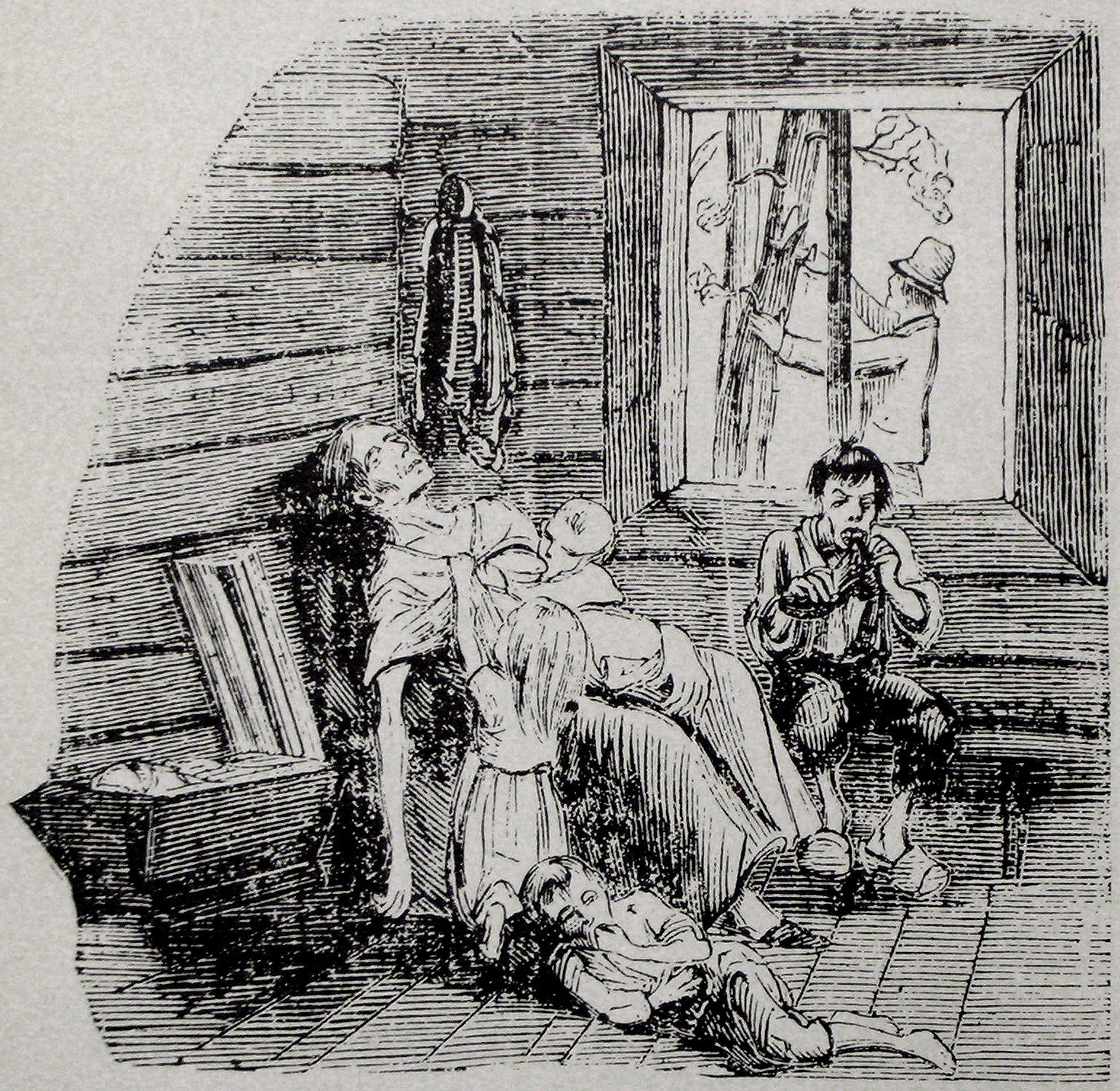
Illustration av missväxtåren 1867–1869 i Norrland. En moder ligger döende medan sonen äter på en känga och en man täljer bark från trädet utanför (ur tidningen Fäderneslandet 1867).

#### Finska kriget
Vid finska kriget 1809 vann ryssarna hela Finland. De intog också en del av norra Sverige, inklusive Skellefteå och tillfälligt Umeå, vars befolkning drabbades hårt tills ryska trupper tvingades retirera i Ratan. Krigets sista strid, slaget vid Piteå, vanns av ryssarna. Efter freden i Fredrikshamn 1809 behöll ryssarna Finland inklusive Österbotten, finska Västerbotten och finska Lappland, det vill säga de delar av dåvarande Västerbotten och Lappland som är belägna öster om Torne-Muonio-Könkämä älv.

#### Missväxt, sjukdom och emigration
Under missväxtåren 1867–1869 medförde en serie misslyckade skördar under flera år att förråden tog slut och den fattiga befolkningen, främst i Norrland, dog i tusental, främst till följd av sjukdomar på grund av undernäring. Tiggeriet blev mer utbrett under perioden, och många norrlänningar flyttade till andra platser, främst inom Norden. Omfattande välgörenhetsinsamlingar genomfördes, men kom sällan de fattigaste till godo.
Den aggressiva variant av Polio som senare spreds över världen rapporterades första gången 1881 bland barn i Umeå, och kort därefter i Stockholm. Mycket tyder på att viruset föddes i Norra Sverige.
I synnerhet i Norrbotten rapporterades missväxt 1902, med risk att kreaturen skulle svälta ihjäl. Välgörenhetsinsamlingar anordnades i södra delen av Sverige. Emigrationen till Amerika når en topp året efter. I Norrland åkte många via Trondheims hamn till England, och vidare över Atlanten. Norrlandslänen hade före sekelskiftet inte sett samma massutvandring som andra delar av landet beroende på att regionen - liksom Amerika - höll på att koloniseras och industrin expanderade. I kölvattnet på storstrejken tog emigrationen ny fart 1909 till 1911. Emigrationen skedde även till Sydamerika, inte minst från Norrbotten. Sjukdomar under resan, klimatet och emigrerande gruvarbetarfamiljers brist på jordbrukserfarenhet innebar katastrof för flera av familjerna. Några begärde hjälp av svenska staten att repatrieras.
Norrland, främst inlandet, var den landsdel som drabbades hårdast av Spanska sjukan 1918–1920, där Jämtlands län var det län som hade högst andel döda och Arjeplogs kommun hade den största andelen döda i Sverige med cirka tre procent av kommuninvånarna.

#### Industrialisering

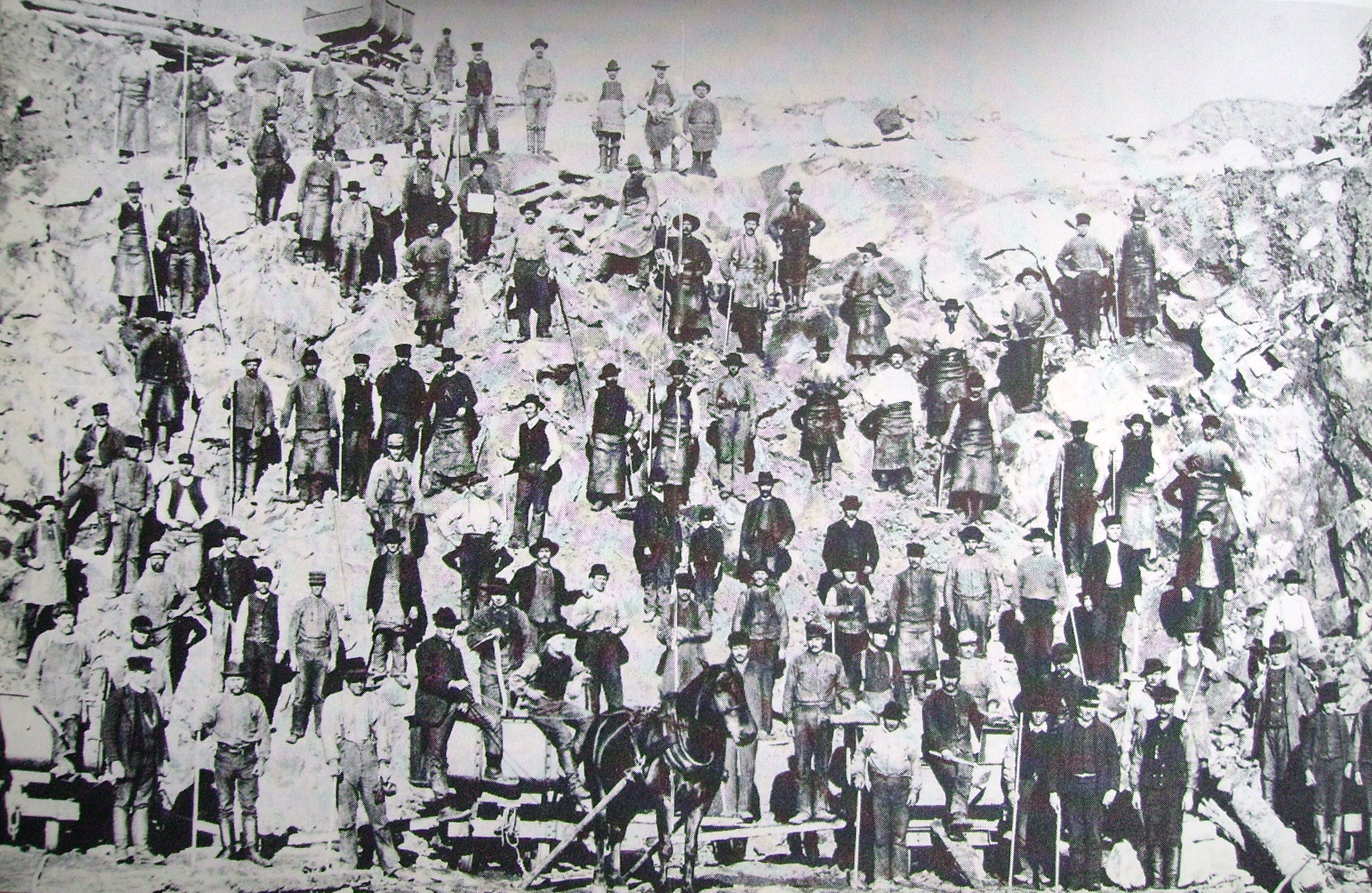
Gruvarbetare vid Malmberget, Lappland, på 1890-talet.

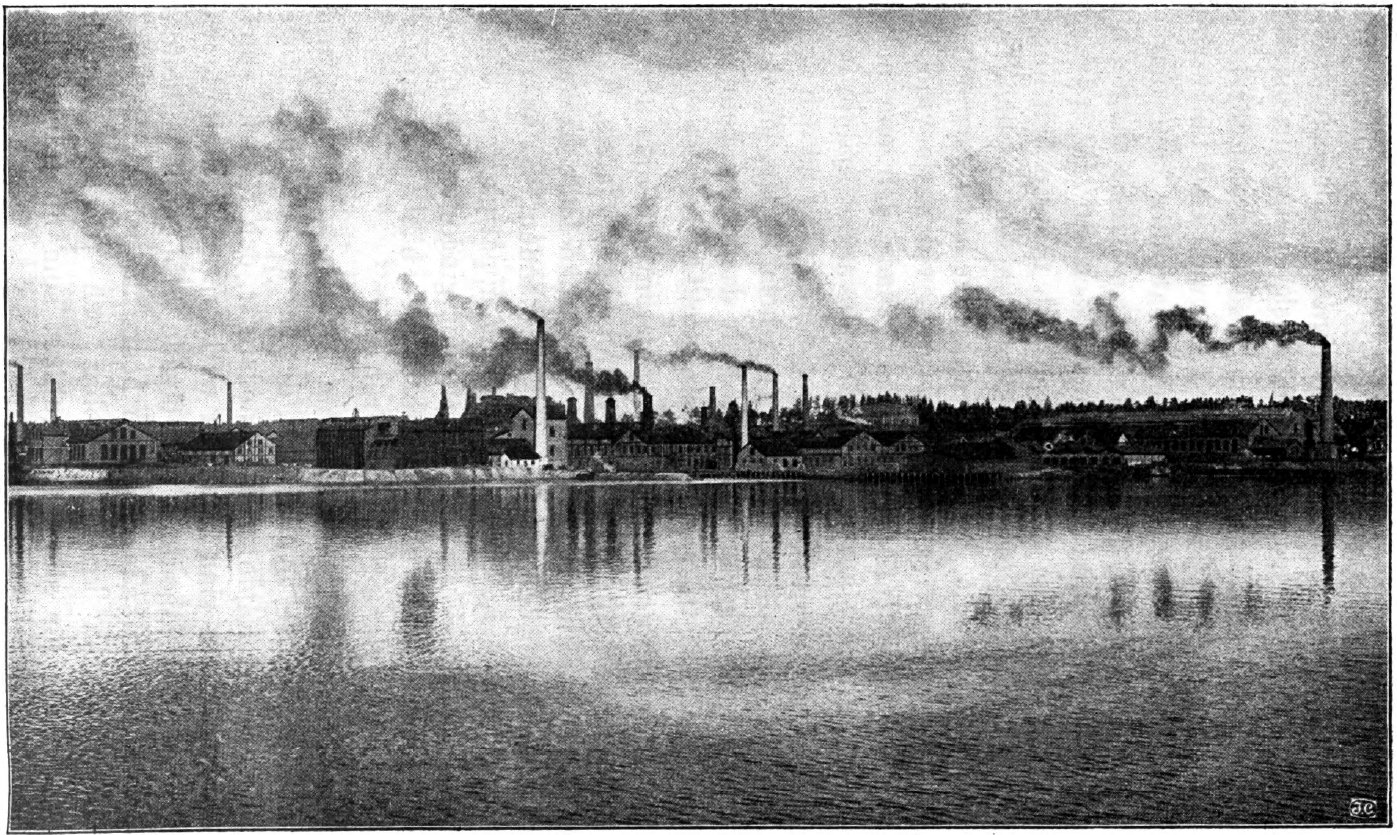
Sandvikens jernverk, Gästrikland (fotografi i Nils Holgerssons underbara resa, 1908.)

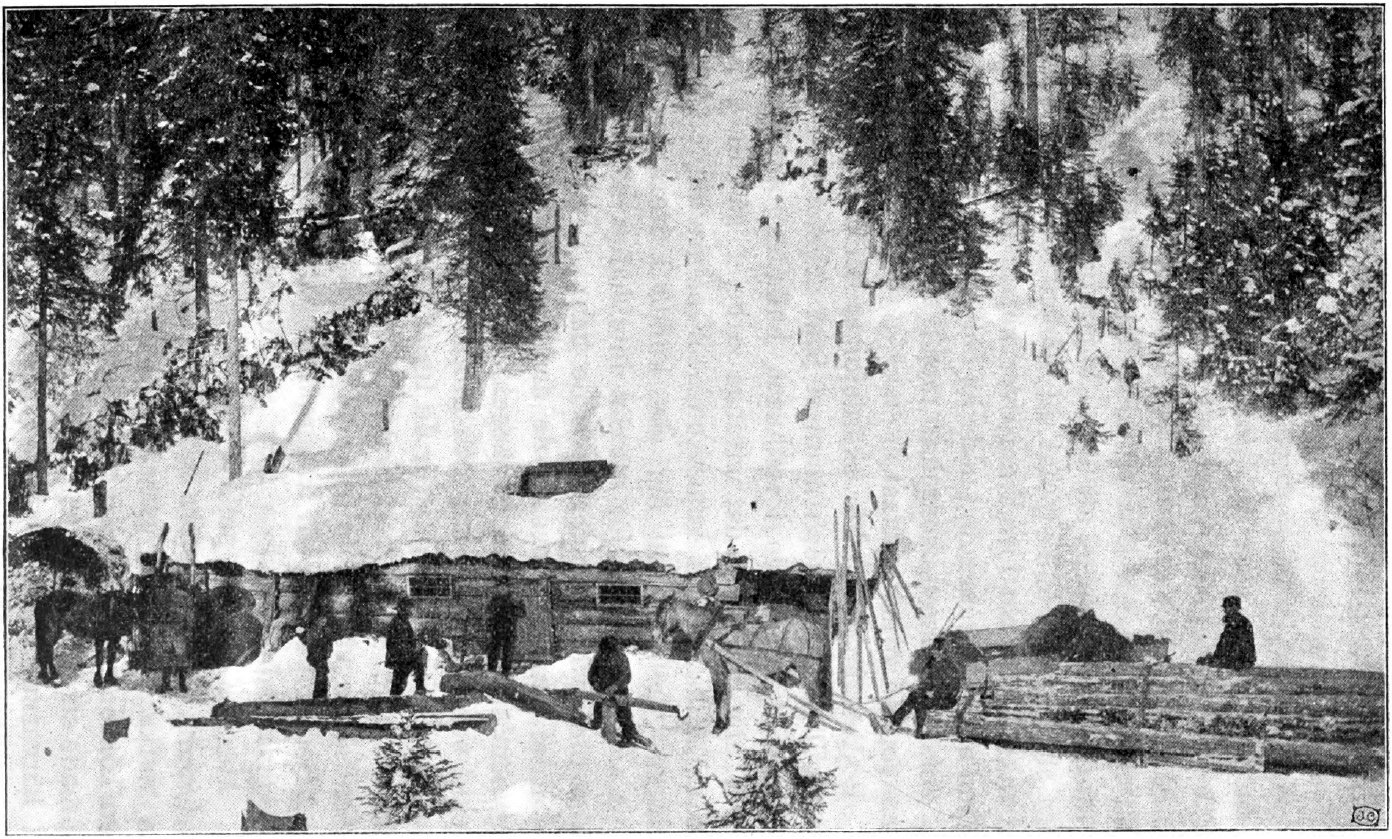
Skogsarbetare vid timmerkoja i Mellannorrlands inland (ur Nils Holgerssons underbara resa, 1908).

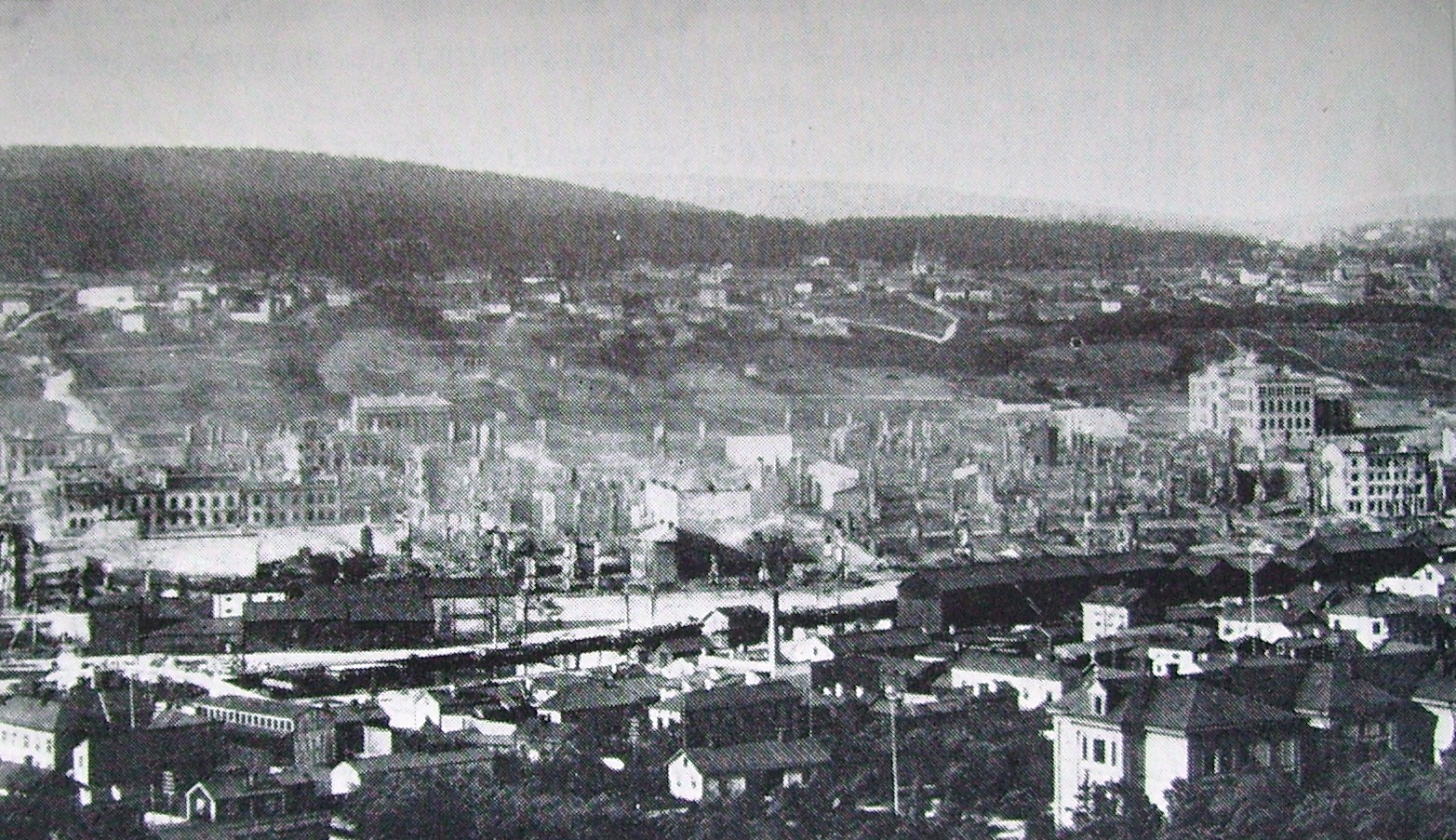
Sundsvallsbranden (bilden) är den största branden i Sveriges i historia, och inträffade samma dag som Umeå stadsbrand, den 25 juni 1888.

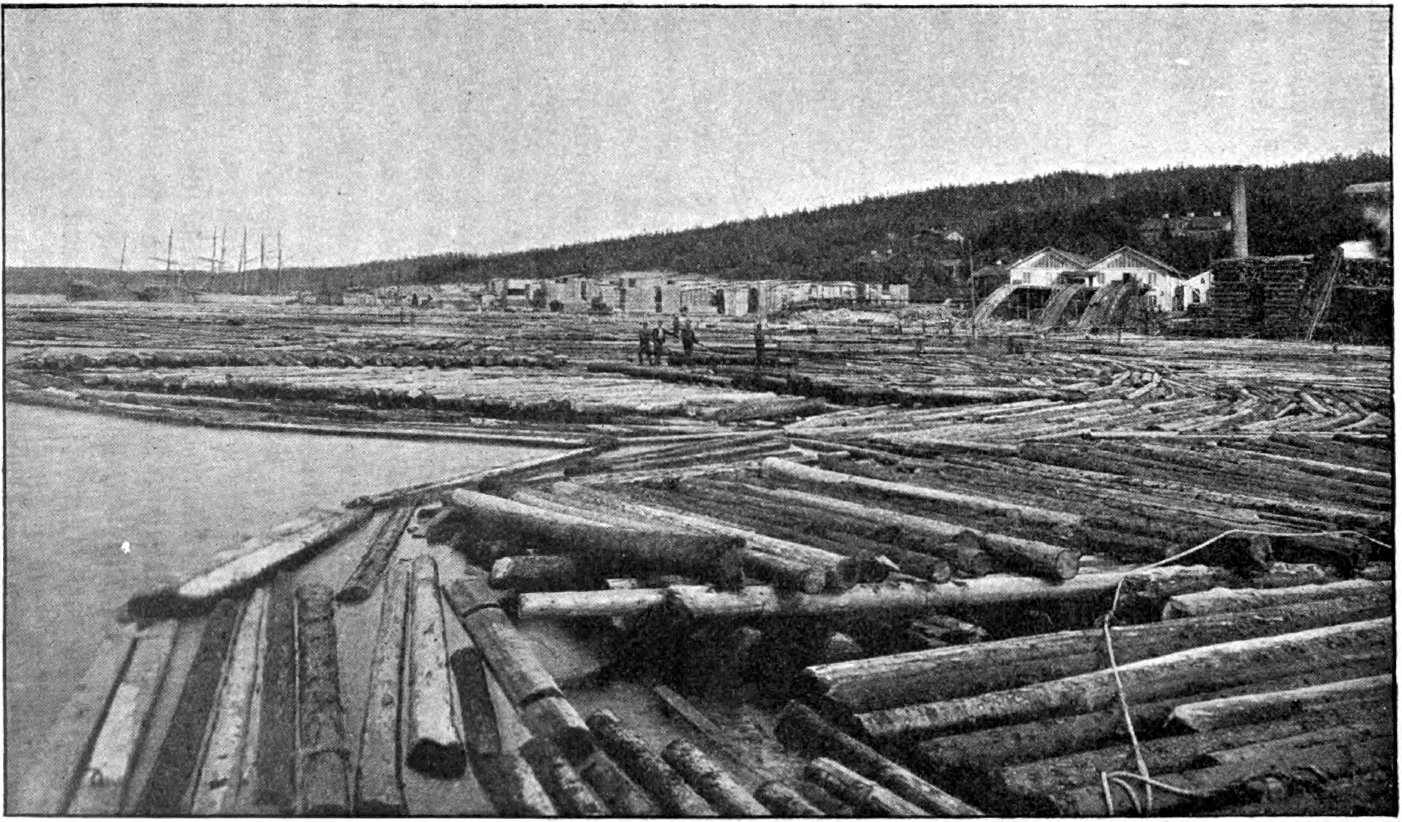
Sågverk på Alnön, Medelpad (ur Nils Holgerssons underbara resa, 1908.)

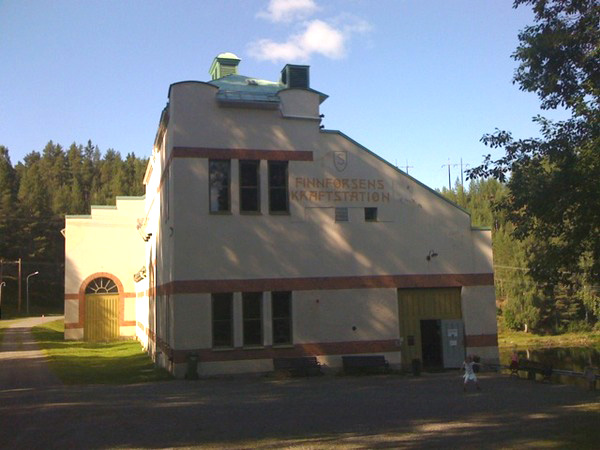
Finnforsens gamla kraftstation i Skellefteälven invigdes 1908 och är ett av de äldsta vattenkraftverken i Norrland.

Skogslänens tillgång till barrskog och långa älvar möjliggjorde flottning av virke från inlandet till kustnära sågverk. Vattensågar hade byggts av kronan vid norrländska vattendrag sedan 1570-talet, och kom att dominera mellannorrlands kustlandskap på 1800-talet. Lagar om flottning hade införts på 1700-talet i fiskeristadgarna. För att bereda en flottled förbi Storforsen fick Magnus Huss från Sundsvall i uppdrag att genomföra sprängningar i en rullstensås, som visade sig vara för porös för att motstå vattentrycket. Den 6 juni 1796 slutade det hela med en av Skandinaviens största naturkatastrofer, när timmerrännan skar genom grusåsen och hela Ragundasjön på endast fyra timmar tömdes på allt sitt vatten, varvid vattenfallet Gedungsen torrlades och förvandlades till Döda Fallet, en flodvåg sköljde utmed Indalsävens dalgång ända ned till kusten och Indalsälvens sträckning förändrades i såväl Jämtland som Medelpad.
Sveriges första storindustriområde uppstod när hundratals ångsågar byggdes längs Mellannorrlands kust, varav den första startades i Tunadal i Sköns socken 1849. Sågverkssamhällenas snabba tillväxt gjorde att den ursprungliga lokalbefolkningen kunde fortsätta att ägna sig åt jordbruk, utan istället rekryterades ett stort antal sågverksarbetare från andra regioner, exempelvis Värmland, Norrbotten och Finland. Mellannorrlands kustområde kallades "lilla Amerika", därför att människor valde mellan att flytta dit eller att emigrera till USA. Under år 1890 stod skogsnäringen för 40 procent av Sveriges andel i exporten. Åren 1900 - 1920 ökade papper och pappersmassa sin andel av Sveriges export, från runt 8 procent till nära 40 procent.
Träpatroner byggde upp stora kapital, och byggde herrgårdar och slott, men skogsbolagen åverkade kronans skog, kallat baggböleri, ett ord som senare även kom att avse anklagelser om köp av skog av inlandets bönder med ohederliga metoder. Träpatronerna och andra näringsidkare kom i konflikt med arbetarna, och fick då stöd av militär, exempelvis vid Sundsvallsstrejken 1879, hungerupproret i Seskarö i Haparanda 1917 och händelserna i Ådalen 1931 då deltagare i ett demonstrationståg sköts ihjäl och skadades. Flottningen kom under 1960-1970-talen att ersättas av timmerbilstrafik.
Malmbrytningen i Malmberget i Gällivare kommun inleddes 1741, men kom igång på allvar i samband med att järnvägen Malmbanan satte hamnarna i Luleå och Narvik i förbindelse med malmfälten i Malmberget (år 1888) såväl som Kiirunavaara (år 1902) i Kiruna kommun, båda i Lappland. På 1920-talet upptäcktes ett värdefullt malmområde med höga halter guld, silver och koppar i Boliden, som ligger i det sulfidmalmsrika Skelleftefältet i Västerbotten. Hanteringen av den speciella malmtypen, som bland annat innehåller arsenik, utvecklades och förfinades i Rönnskärsverken. Nya gruvor öppnades efter hand, och tillsammans med smältverk och transporter bidrog de till ett starkt industriellt uppsving i skellefteåregionen under 1930- och 1940-talet.

#### Infrastruktur
Som beskrivits ovan antyder uppgifter i Hälsingelagen ett framväxande system av farleder och vägar under 1300-talet, men fram till 1600-talet skedde nästan alla transporter via vattendragen, antingen med båt eller på vintervägar på isen, vilket begränsade resandet till vissa perioder. Under sommaren var ridvägar och gångstigar det enda farbara på land. Ridvägarna gick över höjder och längs vattendelare för att undvika vattendrag och minimera behovet av broar. På vintrarna kördes särskilda vintervägar upp förbi backiga avsnitt. Vagnar och kärror på vägarna blev inte vanliga på vägarna i Norrland förrän på 1600-talet.
Norrstigen, senare kallad Kustlandsvägen, gick mellan kyrkplatserna utmed Norrlandskusten, och den var sannolikt lika gammal som dessa. Fram till början av 1600-talet var den en ren ridväg, men förbättrades sedan etappvis från söder till norr så att det gick att köra vagnar. De större älvarna korsades med färja medan mindre vattendrag fick träbroar. Under samma tid färdigställdes flera vägar i det inre av Gästrikland och Hälsingland.
Bland de tidiga tvärgående förbindelserna är de medeltida pilgrimslederna genom Härjedalen och Jämtland, postrodden över Kvarken samt ett flertal längre vintervägar i bland annat Hälsingland och Norrbotten. Marknadsresor vintertid till bland annat Uppsala, Falun, Røros, Levanger och Trondheim skedde i kolonner, så kallade foror.
Under 1700-talet fortsatte arbetet med vägarna, även om det dröjde till slutet av 1700-talet innan några av de inre kustsocknarna i Övre Norrland fick körväg. Vid denna tid genomfördes även ett antal större brobyggen, i Jämtland en bro över Järpströmmen 1712, en bro över Indalsälven 1713 och en bro över Hårkan 1732. I Västerbotten byggdes Lejonströmsbron över Skellefte älv 1737. Från mitten av 1700-talet började man uppföra stenbroar över mindre vattendrag, först och främst i de södra norrlandslänen. Ett exempel är Gustavsbron över Gavleån 1772.
1800-talets folkökning ledde till ökat vägbyggandet i Norrland. 1841 bildades Kongliga styrelsen för allmänna wäg- och wattenbyggnader och statsbidrag utgick därmed till allmänna väg- och brobyggen, vilket gav byggandet extra fart. Av militärstrategiska skäl bekostade staten även en väg av hög standard från Dalarna genom inre Norrland till finska gränsen vid Karungi. Vissa byar bröt även körvägar till närmaste flottbara vattendrag för flottning av tjärtunnor.
De första nord-sydliga järnvägarna som förband Norrland med södra Sverige var sträckan Uppsala-Gävle Järnväg invigd 1874, Norra stambanan Gävle–Ånge 1881, och Stambanan genom övre Norrland Ånge–Boden 1894, förlängd med Haparandabanan 1915. Norr om Gävle förlades dessa i inlandet av militärstrategiska skäl - banan var svårare att angripa där - och kompletterades med tvärbanor. Detta förorsakade långa färdtider mellan de kustnära norrländska städerna. Ostkustbanan från Stockholm förlängdes därför med sträckan Gävle-Härnösand 1927. Höga kusten var ett hinder för kustnära trafik ända till 2010, då Ostkustbanan utökades med Botniabanan Härnösand-Umeå.
Höga kusten har även utgjort en utmaning för vägbyggen. Under byggandet av den första Sandöbron 1939 störtade gjutformen för spannet samman, och 18 arbetare förolyckades.
Härnösand fick som första stad i Sverige elektrisk gatubelysning år 1885, 6 år efter världens första elektriska gatubelysning. Under 1900-talets första hälft byggdes vattenturbiner i ett stort antal norrländska älvar och vattendrag, som kom att dominera svensk vattenkraft. Se statistik ovan. Elintensiv industri har under 1900-talet förlagts till Norrland, till följd av god tillgång till elkraft till lågt pris. Striden om Vindelälven 1962 blev en vändpunkt för utbyggnaden av fler älvar. Fyra nationalälvar, Kalix älv, Torne älv, Piteälven och Vindelälven, liksom en rad andra älvsträckor och åar, är genom riksdagsbeslut skyddade från vidare utbyggnad.
Sundsvall blev tidigt huvudort för Kongliga Telegrafverkets stamnät i Norrland. Sundsvalls telegrafstation öppnade 1856. Rikstelefonnätet satte Härnösand i förbindelse med Stockholm och Malmö 1889. Sundsvalls lokala telefonnät automaticerades redan 1926.

#### Högre utbildning
År 1842 startade ett folkskoleseminarium och Navigationsskolan i Härnösand. Folkskollärarseminarier inrättades 1879 i Umeå (enbart för kvinnliga studenter) och 1907 i Luleå. Samtliga var läroverksstäder sedan tidigare. Ur dess institutioner för högre utbildning utvecklades med tiden Umeå universitet (grundat 1965), Luleå tekniska universitet (grundat 1971 som Högskolan i Luleå, universitet 1997) och Mittuniversitetet (universitetsstatus 2005). 

#### Folkrörelser
I industrialiseringens spår följde utveckling av starka folkrörelser i Norrland, först frikyrkliga väckelserörelser och senare bland annat arbetarrörelse. 
De frikyrkliga väckelserörelserna följde ofta i industrialiseringens spår i synnerhet längs med mellannorrlands kust, medan de inomkyrkliga väckelserörelserna (EFS och Laestadianism) följde i nykoloniseringens spår i Norra norrland. Stugmöten utan prästs medverkan var förbjudet i Sverige enligt konventikelplakatet, med undantag för 1800-talets byabön ledd av bonde som var bönpräst i nykoloniserad norrländsk glesbygd. Många norrländska bönpräster blev sedermera lekmannapredikanter eller ordförande i EFS-församlingar, och byabönen fick betydelse för norrländsk väckelse. EFS-församlingar blev således särskilt stora i norra Ångermanland och Västerbotten. Samerna kristnades inte förrän sent i historien, främst genom 1800-talets norrländska Laestadianism, trots många tidigare försök. Leastadianismen blev även vanlig bland tornedalingar.
Väckelserörelserna blev däremot inte särskilt utbredda i Jämtland-Härjedalen, utan regionen har ett högt medlemstal i Svenska kyrkan. Nära 80 procent i Jämtlands län var medlemmar i kyrkan 2013, vilket är högst andel i landet
Arbetarrörelsen i Norrbotten blev särskilt radikal, där SKP värvade många medlemmar. På 1920- och 30-talen emigrerade de så kallade Kirunasvenskarna främst från Norrbotten till Sovjetunionen för att bidra till kommunismens införande, varav flera internerades och avrättades under Stalins utrensningar.  På det svenska interneringslägret Storsien utanför Kalix tvingades omkring 300–370 kommunister, syndikalister, pacifister och radikala socialdemokrater att bygga vägar under vintern 1939–1940, med hänvisning till rikets säkerhet. Attentatet mot Norrskensflamman 1940 ledde till fem döda och fem skadade. Attentatet utfördes av fem militärer, en stadsfiskal och en journalist. Orsaken var den antikommunistiska hetsstämning som följde på tidningens (och hela SKP:s) ställningstagande mot Finland (och Tyskland) och för Sovjetunionen under finska vinterkriget.

#### Arbetsmarknadspolitik
Innan 1900-talets mitt syftade statlig skatte-, bidrags- och arbetsmarknadspolitik till att styra flyttströmmar till Norrland och stimulera näringslivsinvesteringar, och därefter till att styra flyttströmmar från Norrland, och fortfarande stimulera näringslivet. Efter 1930-talet har regionen uppvisat långsammare befolkningsutveckling än landet i övrigt, och efter år 1960 har befolkningsutvecklingen totalt sett varit negativ. Majoriteten av kommunerna i Norrlands inland, liksom småkommuner över hela Sverige, har sedan dess drabbats av glesbygdsavfolkning. Ifrågasättande av nyttan med 1950- och 1960-talens flyttlasspolitik och avfolkning av inlandet kan ha förorsakat en temporär nedgång i skogslänens utflyttningstal under 1970- och 80-talen, vilket också sammanföll med en viss utflyttning från städer till landsbygd, kallad gröna vågen. De kustnära delarna av Norra Norrland (Norrbottens och Västerbottens landskap) har dock gått mot trenden. Norrbottens läns befolkning ökade därför under de flesta femårsperioder mellan 1815 och 1995, och Västerbottens län har kontinuerligt ökat, även efter det.
En positiv befolkningsutveckling finns i vissa högskoleorter längs med kusten, samt några orter nära norska gränsen som försörjer sig på besöksnäringen. Det exportberoende näringslivet karaktäriseras av tillväxt, inte minst den historiskt stora fossilfria industriboomen i norra Norrland på 2000-talet, men är konjunkturkänsligt, vilket bland annat 1800-talets bruksdöd och 1970-talets stålkris visar. 
På senare år har många statliga bidrag ersatts av det kommunala utjämningssystemet och EU:s strukturfonder. En rad statliga myndigheter och verk har utlokaliserats från Stockholm till olika orter i Norrland, främst under 1960- och 70-talen.

## Bruttoregionprodukt

Inofficiell Norrlandsflagga, korad i en tävling i tidningen Året Runt 1992. Norrlandsförbundet valde emellertid en flagga med gult kors mot grön botten redan på tidigt 1970-tal, identisk med Ölands landskapsflagga som togs fram vid ungefär samma tid.

Statistik finns som visar att skogslänen (Norrland samt Värmlands och Dalarnas län), där 17,9 procent av Sveriges befolkning bor, har en bruttoregionprodukt (BRP - mätt i löneinkomster) på 16,6 procent av Sveriges BNP, men att så mycket som 41,6 procent av Sveriges produktion från näringsgrenen jordbruk, skogsbruk, jakt och fiske härrör från regionen, liksom 34,4 procent av Sveriges energiproduktion, 22,6 procent av varuproduktionen, och 20,3 procent av Sveriges gruvproduktion, mineralutvinnings- och tillverkningindustri (2008).
Norrbottens län hade högst varuproduktion per capita i landet, och näst högst BRP per capita. Den kommun i Sverige som har i särklass högst BRP per capita är Jokkmokk (2008).

## Norrländsk identitet och kulturell särart
I motsats till Svealand (svear) och Götaland (götar och gutar) är Norrland den enda av Sveriges landsdelar som inte grundar sig på någon folkstams ursprungliga utbredning (om inte samer, hälsingar, jämtar och möjligen kväner räknas som folkstammar). Ändå diskuteras förekomsten av en norrländsk identitet och folksjäl i litteratur, forskning och regionalpolitik avsevärt oftare än en svealändsk eller götaländsk identitet, inte minst vid mitten av 2010-talet i samband med det tillbakadragna förslaget om regionbildning av storregioner i landsdelarna, däribland en stor Region Norrland. En del människor som bor i norra Sverige känner sig som norrlänningar parallellt med att man har en landskapsidentitet, medan man i södra Sverige har sin regionala identitet enbart i landskap och län men inte landsdelar. Omkring 79 procent av befolkningen i Norrbottens, Västerbottens och Västernorrlands län, och 70 procent av befolkningen i Jämtlands län, har identitet som norrlänningar. Begreppet norrlänning används såväl som självepitet, inte sällan med stolthet, som av människor från andra landsdelar.
Norrlänning och norrländsk som begrepp kritiseras emellertid för att inbjuda till alltför stora generaliseringar kring kulturella särdrag. Det förekommer att personer med rötter i Norrland inte vill bli kallade norrlänningar därför att man har sin identitet i en mindre region, eller därför att man uppfattar uttrycket som en stereotyp.
Begreppet norrlänning har gett upphov till den mindre vanliga antonymen sörlänning, som främst används inom Norrland, ibland pejorativt, men även som självepitet av människor som bor i Norrland men har rötter i södra Sverige.

### Norrländska mål

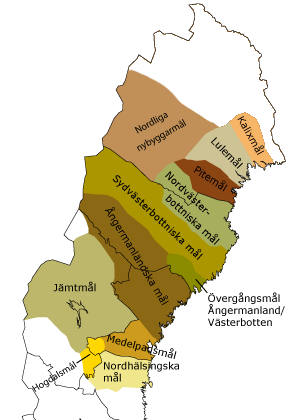
Norrländska dialektområden.

Norrländska är inte en specifik eller enhetlig dialekt, utan en grupp besläktade svenska dialekter. Det norrländska dialektområdet innefattar Norrland utom Gästrikland och södra Hälsingland (där uppländska mål talas, ingående i svealändska dialektområdet). En alternativ gräns mellan det norrländska och uppländska dialektområdet är Medelpads sydgräns. Genuina dialekter i Härjedalen och nordvästra Jämtland (Frostvikens socken med centralort Gäddede) räknas inte heller till norrländska mål, utan är varianter av den norska dialekten trönderska. Även de övriga Jämtmålen  uppvisar släktskap med den trönderska dialekten. I delar av Norrland talas sedan lång tid tillbaka dessutom finsk-ugriska språk såsom nordsamiska och sydsamiska, samt meänkieli. 
Exempel på gemensamma drag i flertalet norrländska mål är:
- försvagad eller bortfallen ändvokal (kastä eller kast i stället för kasta, och sitt istället för sitter),
- tilljämning eller assimilation av stamvokal efter ändelsevokal (färä istället för fara),
- tjockt l i vissa ord,
- sammansättningar med adjektiv (långhåre istället för det långa håret),
- främre sje-ljud,
- annorlunda betoning av vissa ord (en norrlänning betonar Isak och Internet på första ledet och med akut accent[förtydliga], som på engelska, men uttalar Ö-vik med grav accent med huvudtryck på slutledet, samt Maria med huvudtryck på mittenledet[förtydliga])

## Demografi
Norrlands befolkningstäthet är koncentrerad till kusten och större studentstäder. Av Norrlands befolkning bor 63 procent i kustkommuner, och i Norra Norrland är skillnaden mellan kust och inland ännu mer påtaglig.
Några variabler av demograﬁsk och socioekonomisk natur har karterats på kommunnivå för att pröva om någon av Norrlandsgränserna kan ses i statistiken. Det mest påtagliga sambandet som hittades var mellan skogslänens gräns och gränsen för regionalpolitiskt stöd, något som kan beskrivas som en sammanvägning av arbetslöshet, befolkningstäthet med flera variabler. Att leva tillsammans utan att vara gift är mycket vanligare norr om fäbodgränsen än söder, redan innan sambo blev vanligt på 1970-talet i resten av landet, och längre tillbaka i tiden jämfördes så kallade Stockholmsäktenskap med de många samboförhållandena i norra Sverige. Andelen personer med eftergymnasial utbildning är låg i många Norrländska småkommuner, men detta följer inte någon av norrlandsgränserna, och skiljer sig inte från övriga landet mer än vad som kan förväntas utifrån andelen som bor på studentorter och i större kommuner — dit utbildningen är lokaliserad och där arbetsmarknaden är differentierad.
Andelen män och andelen personer över 65 års ålder är avsevärt högre i Norrlands inlandskommuner än i övriga landet, men låg på större studentorter. Övertorneå är den kommun i Sverige som har lägst andel kvinnor (47,5 procent). Bjurholms kommun har lägst andel personer i arbetsför ålder (50,6 procent i åldern 18–64 år). Jämtlands län är det län som har lägst andel utrikes födda (6,5 procent), och Ovanåker den kommun (3,8 procent). I Norrlands inland, exempelvis Jämtlands län, är självmordsfrekvensen högre än i landet i genomsnitt. Dock är Västerbotten det län i landet som har lägst självmordsfrekvens, sannolikt till följd av regionens folkrörelsetradition.

### Befolkningsutveckling
En långsam kolonisationsprocess har gjort att Norrland har uppvisat något snabbare befolkningstillväxt än övriga landet fram till mitten av 1800-talet, och bebyggelsen fick först då sin maximala utbredning. Befolkningsökningen var emellertid avsevärt snabbare än i riket i övrigt under 1800-talets senare decennier fram till 1930-talet, till följd av en omfattande inflyttningsvåg efter skogsindustrins genomslag. Under perioden 1960 till 2015 har Norrlands folkmängd sjunkit med 4,4 procent. Under samma period steg rikets folkmängd med 31,4 procent. Befolkningsminskningen i Norrland är sammanfaller med betydande utflyttning från regionen. Sedan mitten av 1900-talet har många norrlandskommuner, framförallt i inlandet, uppvisat ihållande negativa flyttnetton. Se även statistik över folkökning och folkmängd för Norrlands län och växande kommuner nedan.
| Befolkningsutvecklingen i Norrland 1749–2020 | Befolkningsutvecklingen i Norrland 1749–2020 | Befolkningsutvecklingen i Norrland 1749–2020 | Befolkningsutvecklingen i Norrland 1749–2020 | Befolkningsutvecklingen i Norrland 1749–2020 |
| -------------------------------------------- | -------------------------------------------- | -------------------------------------------- | -------------------------------------------- | -------------------------------------------- |
|                                              |                                              |                                              |                                              |                                              |
| År                                           |                                              |                                              | Folkmängd                                    | Del i rikets folkmängd                       |
| 1749                                         | 1749                                         |                                              | 142 688                                      | 8,3 %                                        |
| 1763                                         | 1763                                         |                                              | 168 797                                      | 8,6 %                                        |
| 1772                                         | 1772                                         |                                              | 179 709                                      | 8,8 %                                        |
| 1795                                         | 1795                                         |                                              | 228 597                                      | 10,0 %                                       |
| 1800                                         | 1800                                         |                                              | 239 132                                      | 10,2 %                                       |
| 1805                                         | 1805                                         |                                              | 244 191                                      | 10,1 %                                       |
| 1810                                         | 1810                                         |                                              | 243 408                                      | 10,2 %                                       |
| 1815                                         | 1815                                         |                                              | 257 099                                      | 10,4 %                                       |
| 1820                                         | 1820                                         |                                              | 273 248                                      | 10,6 %                                       |
| 1825                                         | 1825                                         |                                              | 293 630                                      | 10,6 %                                       |
| 1830                                         | 1830                                         |                                              | 317 263                                      | 11,0 %                                       |
| 1835                                         | 1835                                         |                                              | 333 909                                      | 11,0 %                                       |
| 1840                                         | 1840                                         |                                              | 345 372                                      | 11,0 %                                       |
| 1845                                         | 1845                                         |                                              | 373 271                                      | 11,3 %                                       |
| 1850                                         | 1850                                         |                                              | 398 496                                      | 11,4 %                                       |
| 1855                                         | 1855                                         |                                              | 429 749                                      | 11,8 %                                       |
| 1860                                         | 1860                                         |                                              | 464 651                                      | 12,0 %                                       |
| 1865                                         | 1865                                         |                                              | 502 727                                      | 12,2 %                                       |
| 1870                                         | 1870                                         |                                              | 520 293                                      | 12,5 %                                       |
| 1875                                         | 1875                                         |                                              | 570 586                                      | 13,0 %                                       |
| 1880                                         | 1880                                         |                                              | 628 742                                      | 13,8 %                                       |
| 1885                                         | 1885                                         |                                              | 678 980                                      | 14,5 %                                       |
| 1890                                         | 1890                                         |                                              | 743 709                                      | 15,5 %                                       |
| 1895                                         | 1895                                         |                                              | 789 179                                      | 16,0 %                                       |
| 1900                                         | 1900                                         |                                              | 860 254                                      | 16,7 %                                       |
| 1905                                         | 1905                                         |                                              | 903 221                                      | 17,1 %                                       |
| 1910                                         | 1910                                         |                                              | 944 917                                      | 17,1 %                                       |
| 1915                                         | 1915                                         |                                              | 989 479                                      | 17,3 %                                       |
| 1920                                         | 1920                                         |                                              | 1 032 262                                    | 17,5 %                                       |
| 1925                                         | 1925                                         |                                              | 1 073 860                                    | 17,7 %                                       |
| 1930                                         | 1930                                         |                                              | 1 096 649                                    | 17,9 %                                       |
| 1935                                         | 1935                                         |                                              | 1 122 358                                    | 18,0 %                                       |
| 1940                                         | 1940                                         |                                              | 1 124 158                                    | 17,6 %                                       |
| 1945                                         | 1945                                         |                                              | 1 155 059                                    | 17,3 %                                       |
| 1950                                         | 1950                                         |                                              | 1 185 986                                    | 16,8 %                                       |
| 1955                                         | 1955                                         |                                              | 1 215 607                                    | 16,7 %                                       |
| 1960                                         | 1960                                         |                                              | 1 220 142                                    | 16,3 %                                       |
| 1965                                         | 1965                                         |                                              | 1 194 143                                    | 15,4 %                                       |
| 1970                                         | 1970                                         |                                              | 1 180 660                                    | 14,6 %                                       |
| 1975                                         | 1975                                         |                                              | 1 196 662                                    | 14,6 %                                       |
| 1980                                         | 1980                                         |                                              | 1 207 799                                    | 14,5 %                                       |
| 1985                                         | 1985                                         |                                              | 1 193 212                                    | 14,3 %                                       |
| 1990                                         | 1990                                         |                                              | 1 201 878                                    | 14,0 %                                       |
| 1995                                         | 1995                                         |                                              | 1 208 866                                    | 13,7 %                                       |
| 2000                                         | 2000                                         |                                              | 1 167 609                                    | 13,1 %                                       |
| 2005                                         | 2005                                         |                                              | 1 156 150                                    | 12,8 %                                       |
| 2010                                         | 2010                                         |                                              | 1 153 719                                    | 12,3 %                                       |
| 2015                                         | 2015                                         |                                              | 1 166 199                                    | 11,8 %                                       |
| 2020                                         | 2020                                         |                                              | 1 185 781                                    | 11,4 %                                       |

## Indelningar

### Landskap
Finland bröts ur Sverige 1809. Norrbotten har börjat betraktas som eget landskap efter 1810, då Norrbottens län bröts ur Västerbottens län. Därefter har Norrland bestått av följande landskap:
| Landskap     | Län                                              | Area (km²) | Folk- mängd | Inv./ km² |
| ------------ | ------------------------------------------------ | ---------- | ----------- | --------- |
| Lappland     | Västerbottens, Norrbottens och Jämtlands län     | 109 702    | 88 951      | 0,8       |
| Norrbotten   | Norrbottens län                                  | 26 671     | 196 059     | 7,4       |
| Västerbotten | Västerbottens län                                | 15 093     | 229 751     | 15,2      |
| Ångermanland | Västernorrlands, Jämtlands och Västerbottens län | 19 800     | 129 860     | 6,6       |
| Jämtland     | Jämtlands, Västernorrlands och Västerbottens län | 34 009     | 118 964     | 3,5       |
| Medelpad     | Västernorrlands län                              | 7 058      | 126 539     | 17,9      |
| Härjedalen   | Jämtlands och Dalarnas län                       | 11 954     | 9 680       | 0,8       |
| Hälsingland  | Gävleborgs och Jämtlands län                     | 14 264     | 131 821     | 9,2       |
| Gästrikland  | Gävleborgs och Uppsala län                       | 4 181      | 157 376     | 37,6      |

Vatten är ej medräknat i arean.

### Län
Norrland är idag i stora drag indelad i fem län, vart och ett med sin egen region. De fyra nordliga tillhör Norra sjukvårdsregionen, medan Region Gävleborg ingår i Sjukvårdsregion Mellansverige.
| Län                 | Bokstav | Kod | Yta (km²) | Folkmängd | Inv/km² | Folkändring 1993–2008 | Residensstad | Inrättat | Nord/Syd |
| ------------------- | ------- | --- | --------- | --------- | ------- | --------------------- | ------------ | -------- | -------- |
| Norrbottens län     | BD      | 25  | 97 242    | 248 444   | 2,5     | -6,4 %                | Luleå        | 1810     | 1        |
| Västerbottens län   | AC      | 24  | 54 664    | 280 797   | 5,1     | +0,4 %                | Umeå         | 1638     | 2        |
| Västernorrlands län | Y       | 22  | 21 548    | 241 322   | 11,1    | -6,9 %                | Härnösand    | 1762     | 4        |
| Jämtlands län       | Z       | 23  | 48 935    | 132 866   | 2,7     | -6,6 %                | Östersund    | 1810     | 3        |
| Gävleborgs län      | X       | 21  | 18 113    | 284 323   | 15,6    | -4,5 %                | Gävle        | 1762     | 5        |

Datum: 2025-03-31

### Största kommuner
Följande fem norrländska kommuner hade störst befolkning den 2025-03-31:
| Kod  | Kommun            | Län                 | Folkmängd | Area     | Land     | Sjö    | Hav      | Täthet |
| ---- | ----------------- | ------------------- | --------- | -------- | -------- | ------ | -------- | ------ |
| 2480 | Umeå kommun       | Västerbottens län   | 134 443   | 5 214,16 | 2 316,61 | 80,13  | 2 817,42 | 56,21  |
| 2180 | Gävle kommun      | Gävleborgs län      | 103 918   | 3 199,84 | 1 613,37 | 169,04 | 1 417,43 | 63,78  |
| 2281 | Sundsvalls kommun | Västernorrlands län | 99 090    | 4 444,54 | 3 189,61 | 262,61 | 992,32   | 31,18  |
| 2580 | Luleå kommun      | Norrbottens län     | 79 650    | 4 953,75 | 2 094,18 | 139,85 | 2 719,72 | 37,51  |
| 2482 | Skellefteå kommun | Västerbottens län   | 77 697    | 9 955,58 | 6 802,85 | 370,12 | 2 782,61 | 10,71  |

### Växande kommuner
Av Norrlands 54 kommuner är det endast följande tio som har haft en positiv befolkningsutveckling under 25 år (1985 till 2010). Sex av kommunerna har förutspåtts en positiv befolkningsutveckling påföljande 25 år (2010 till 2035). : 
| Kommun     | Befolkningsutveckling 1985–2010 (%) | Prognosticerad befolknings- utveckling 2010–2035 (%) |
| ---------- | ----------------------------------- | ---------------------------------------------------- |
| Umeå       | 36                                  | 10                                                   |
| Åre        | 6                                   | 9                                                    |
| Krokom     | 4                                   | 7                                                    |
| Gävle      | 8                                   | 6                                                    |
| Östersund  | 5                                   | 3                                                    |
| Sundsvall  | 3                                   | 1                                                    |
| Hudiksvall | 1                                   | -1                                                   |
| Luleå      | 13                                  | -2                                                   |
| Piteå      | 5                                   | -3                                                   |
| Haparanda  | 1                                   | -10                                                  |

### Största tätorter
Följande tio orter hade störst befolkning den 31 december 2017:
| Tätort       | Kommun               | Folkmängd (31 december 2017) | Landareal (hektar) | Täthet (inv./km²) | Tätortskod |
| ------------ | -------------------- | ---------------------------- | ------------------ | ----------------- | ---------- |
| Umeå         | Umeå kommun          | 86 311                       | 3 220              | 2 680             | 8372       |
| Gävle        | Gävle kommun         | 76 031                       | 3 975              | 1 913             | 7076       |
| Sundsvall    | Sundsvalls kommun    | 58 248                       | 4 251              | 1 370             | 7688       |
| Östersund    | Östersunds kommun    | 50 960                       | 3 484              | 1 463             | 8044       |
| Luleå        | Luleå kommun         | 44 054                       | 2 706              | 1 628             | 8724       |
| Skellefteå   | Skellefteå kommun    | 35 852                       | 2 482              | 1 444             | 8312       |
| Örnsköldsvik | Örnsköldsviks kommun | 32 953                       | 3 309              | 996               | 7744       |
| Sandviken    | Sandvikens kommun    | 25 577                       | 1 759              | 1 444             | 7272       |
| Piteå        | Piteå kommun         | 23 273                       | 2 352              | 989               | 8792       |
| Härnösand    | Härnösands kommun    | 18 559                       | 1 121              | 1 656             | 7500       |

### Städer
Följande norrländska orter hade status som stadskommuner innan begreppet stad tappade sin kommunalrättsliga innebörd 1971:
| Stad         | Landskap     | Län 1970            | Stadsprivilegier/ stadskommun från |
| ------------ | ------------ | ------------------- | ---------------------------------- |
| Boden        | Norrbotten   | Norrbottens län     | 1919                               |
| Bollnäs      | Hälsingland  | Gävleborgs län      | 1942                               |
| Gävle        | Gästrikland  | Gävleborgs län      | 1446*                              |
| Haparanda    | Norrbotten   | Norrbottens län     | 1842                               |
| Hudiksvall   | Hälsingland  | Gävleborgs län      | 1582                               |
| Härnösand    | Ångermanland | Västernorrlands län | 1585                               |
| Kiruna       | Lappland     | Norrbottens län     | 1948                               |
| Kramfors     | Ångermanland | Västernorrlands län | 1947                               |
| Luleå        | Norrbotten   | Norrbottens län     | 1621                               |
| Lycksele     | Lappland     | Västerbottens län   | 1946                               |
| Piteå        | Norrbotten   | Norrbottens län     | 1621                               |
| Sandviken    | Gästrikland  | Gävleborgs län      | 1943                               |
| Skellefteå   | Västerbotten | Västerbottens län   | 1845                               |
| Sollefteå    | Ångermanland | Västernorrlands län | 1917                               |
| Sundsvall    | Medelpad     | Västernorrlands län | 1621                               |
| Söderhamn    | Hälsingland  | Gävleborgs län      | 1620                               |
| Umeå         | Västerbotten | Västerbottens län   | 1588/1622**                        |
| Örnsköldsvik | Ångermanland | Västernorrlands län | 1894                               |
| Östersund    | Jämtland     | Jämtlands län       | 1786                               |

*) Gävle nämns som stad 1413, och räknas till Norrland från 1500-talet.

**) Umeå fick stadsprivilegier i ett första försök 1588, men stadsbildningen förverkligades inte. Nya privilegier utgavs 1622.

### Världsarv
Följande norrländska platser finns på FN:s världsarvslista:
- Struves meridianbåge, Norrbottens län
- Laponia, Norrbottens län
- Gammelstads kyrkstad, Luleå, Norrbottens län
- Höga kusten vid Kvarken, Västernorrlands län
- Hälsingegårdarna, Gävleborgs län

### Nationalparker
Följande naturområden är skyddade som nationalparker:
- Lappland: Vadvetjåkka, Abisko, Stora Sjöfallet, Padjelanta, Sarek, Muddus, Pieljekaise, Björnlandet
- Norrbotten: Haparanda Skärgård
- Ångermanland: Skuleskogen
- Härjedalen: Sonfjället

### Kulturreservat
Följande kulturpräglade landskap var skyddade som kulturreservat (2014):
- Norrbottens län: Hanhinvittikko fäbod, Övertorneå kommun; Gallejaur by, Arvidsjaurs kommun
- Västerbottens län: Rörträsks silängar, Norsjö kommun; Atoklinten, Storumans kommun; Fatmomakke kyrkstad, Vilhelmina kommun
- Västernorrlands län: Mariebergs sågverkssamhälle, Kramfors kommun, Lögdö bruk, Timrå kommun; Sandvikens fiskeläge, Örnsköldsviks kommun
- Jämtlands län: Lillhärjåbygget, Härjedalens kommun
- Gävleborgs län: Västeräng, Hudiksvalls kommun; Våsbo fäbodar, Ovanåkers kommun; Axmar bruk, Gävle kommun